# قائمة إصدارات عالم المعرفة (1-250)
هذه قائمةٌ تخصُّ سلسلة إصدارات كتب عالم المعرفة التي تتراوح أرقامها بين 1 و 250. وعالم المعرفة هي سلسلة كتب شهرية ثقافية تصدر عن المجلس الوطني للثقافة والفنون والآداب في الكويت في مطلع كل شهر ميلادي. صدر العدد الأول في شهر يناير من العام 1978م وفي حين صدر العدد الأخير، وحمل الرقم 510، في شهر أبريل 2024م.
تشمل السلسلة مواضيع ثقافية متنوعة منها علوم الاجتماع مثل التاريخ والجغرافية والاقتصاد والعلوم التطبيقية مثل علم الفلك، والفنون والفلسفة وغير ذلك من مواضيع المعارف البشرية. ويكون موضوع العمل على شكل دراسة مضمنة في كتاب، إِما أن يكون مكتوباً بالأساس باللغة العربية على يد باحثٍ عربي مختص في المجال أو مُترجماً على يد مترجم واحد أو أكثر عن أصل أجنبي، وغالباً ما يكون الأصل مكتوباً باللغة الإنجليزية، ولكن السلسلة نشرت تراجم لكتب مكتوبة بلغات أصلية أخرى مثل الفرنسية والألمانية.
تنشر السلسلة كتاباً جديداً في كل بداية شهر، ولكن في بعض الأحيان يُعاد نشر كتاب منشور سابقاً بطبعة جديدة، من الكتب التي طُبعت أكثر من مرة كتاب تراث الإسلام لجوزيف شاخت وكتاب حكمة الغرب لبرتراند راسل وكتاب الحضارة لحسين مؤنس.
تعرضت السلسلة خلال أكثر من 40 عام إلى أربعة انقطاعات: أما الأول فقد بدأ من شهر أغسطس 1990 وكانت السلسلة عند العدد رقم 152، واستمر لغاية شهر سبتمبر 1991، وكان بسبب الغزو العراقي للكويت، وأما الثاني فكان لمدة عام أيضاً وامتد بين يونيو 2010 ويونيو 2011. وأمَّا الثالث فقد بدأ في شهر أبريل 2020 واستمر حتى يوليو 2021م، وأما الرابع فكان بين شهري يونيو 2023 واستمر حتى يناير 2024.

## 100-1
| الرقم التسلسلي | صورة الغلاف | اسم الكتاب | اسم المؤلف                                            | تاريخ الإصدار | ترجمة/مراجعة                                                                  | معرف الكتاب | المرجع  |
| -------------- | ----------- | --- | ----------------------------------------------------- | ------------- | ----------------------------------------------------------------------------- | ----------- | ------- |
| 1              |             | الحضارة: دراسة في أصول وعوامل قيامها وتطورها | حسين مؤنس                                             | يناير 1978    | -                                                                             | -           | [ 1 ]   |
| 2              |             | اتجاهات الشعر العربي المعاصر | إحسان عباس                                            | فبراير 1978   | -                                                                             | -           | [ 2 ]   |
| 3              |             | التفكير العلمي | فؤاد زكريا                                            | مارس 1978     | -                                                                             | -           | [ 3 ]   |
| 4              |             | الولايات المتحدة والمشرق العربي | أحمد عبد الرحيم مصطفى                                 | أبريل 1978    | -                                                                             | -           | [ 4 ]   |
| 5              |             | العلم ومشكلات الإنسان المعاصر | زهير الكرمي                                           | مايو 1978     | -                                                                             | -           | [ 5 ]   |
| 6              |             | الشباب العربي ومشكلاته | عزت حجازي                                             | يونيو 1978    | -                                                                             | -           | [ 6 ]   |
| 7              |             | الأحلاف والتكتلات في السياسة العالمية | محمد عزيز شكري                                        | يوليو 1978    | -                                                                             | -           | [ 7 ]   |
| 8              |             | تراث الإسلام (الجزء الأول) (بالألمانية: Das Vermächtnis des Islams) | جوزيف شاخت، كليفورد بوزورث                            | أغسطس 1978    | المترجمون:محمد زهير السمهوري، حسين مؤنس، إحسان صدقي العمد المراجع: فؤاد زكريا | -           | [ 8 ]   |
| 9              |             | أضواء على الدراسات اللغوية المعاصرة | نايف خرما                                             | سبتمبر 1978   | -                                                                             | -           | [ 9 ]   |
| 10             |             | جحا العربي | محمد رجب النجار                                       | أكتوبر 1978   | -                                                                             | -           | [ 10 ]  |
| 11             |             | تراث الإسلام (الجزء الأول) (بالألمانية: Das Vermächtnis des Islams) | جوزيف شاخت، كليفورود بوزورث                           | نوفمبر 1978   | المترجمون:محمد زهير السمهوري، حسين مؤنس، إحسان صدقي العمد المراجع: فؤاد زكريا | -           | [ 11 ]  |
| 12             |             | تراث الإسلام (الجزء الثاني) (بالألمانية: Das Vermächtnis des Islams) | جوزيف شاخت، كليفورود بوزورث                           | ديسمبر 1978   | المترجمان: حسين مؤنس، إحسان صدقي العمد المراجع: فؤاد زكريا                    | -           | [ 12 ]  |
| 13             |             | الملاحة وعلوم البحار عند العرب | أنور عبد العليم                                       | يناير 1979    | -                                                                             | -           | [ 13 ]  |
| 14             |             | جمالية الفن العربي | عفيف البهنسي                                          | فبراير 1979   | -                                                                             | -           | [ 14 ]  |
| 15             |             | الإنسان الحائر بين العلم والخرافة | عبد المحسن صالح                                       | مارس 1979     | -                                                                             | -           | [ 15 ]  |
| 16             |             | النفط والمشكلات المعاصرة للتنمية العربية | محمود عبد الفضيل                                      | أبريل 1979    | -                                                                             | -           | [ 16 ]  |
| 17             |             | الكون والثقوب السوداء | رؤوف وصفي                                             | مايو 1979     | المراجع: زهير الكرمي                                                          | -           | [ 17 ]  |
| 18             |             | الكوميديا والتراجيديا | مولوين مرشنت [الإنجليزية]، كليفورود ليتش [الإنجليزية] | يونيو 1979    | المترجم: علي أحمد محمود المراجعان: شوقي السكري، علي الراعي                    | -           | [ 18 ]  |
| 19             |             | المخرج في المسرح المعاصر | سعد أردش                                              | يوليو 1979    | -                                                                             | -           | [ 19 ]  |
| 20             |             | التفكير المستقيم والتفكير الأعوج (بالإنجليزية: Straight and Crooked Thinking) | روبرت ثاولس [الإنجليزية]                              | أغسطس 1979    | المترجم: حسن سعيد الكرمي المُراجِع: صدقي عبد الله حطاب                          | -           | [ 20 ]  |
| 21             |             | مشكلة إنتاج الغذاء في الوطن العربي | محمد علي الفرا                                        | سبتمبر 1979   | -                                                                             | -           | [ 21 ]  |
| 22             |             | البيئة ومشكلاتها | رشيد الحمد، محمد سعيد صباريني                         | أكتوبر 1979   | -                                                                             | -           | [ 22 ]  |
| 23             |             | الرّق: ماضيه وحاضره | عبد السلام الترمانيني                                 | نوفمبر 1979   | -                                                                             | -           | [ 23 ]  |
| 24             |             | الإبداع في الفن والعلم | حسن أحمد عيسى                                         | ديسمبر 1979   | -                                                                             | -           | [ 24 ]  |
| 25             |             | المسرح في الوطن العربي | علي الراعي                                            | يناير 1980    | -                                                                             | -           | [ 25 ]  |
| 26             |             | مصر وفلسطين | عواطف عبد الرحمن                                      | فبراير 1980   | -                                                                             | -           | [ 26 ]  |
| 27             |             | العلاج النفسي الحديث: قوة للإنسان | عبد الستار إبراهيم                                    | مارس 1980     | -                                                                             | -           | [ 27 ]  |
| 28             |             | أفريقيا في عصر التحول الاجتماعي (بالإنجليزية: Africa in Social Change: Changing Traditional Societies in the Modern World)                                                                        | بيتير لويد                                            | أبريل 1980    | المترجم: شوقي جلال                                                            | -           | [ 28 ]  |
| 29             |             | العرب والتحدي | محمد عمارة                                            | مايو 1980     | -                                                                             | -           | [ 29 ]  |
| 30             |             | العدالة والحرية في فجر النهضة العربية الحديثة | عزت قرني                                              | يونيو 1980    | -                                                                             | -           | [ 30 ]  |
| 31             |             | الموشحات الأندلسية | محمد زكريا عناني                                      | يوليو 1980    | -                                                                             | -           | [ 31 ]  |
| 32             |             | تكنولوجيا السلوك الإنساني (بالإنجليزية: Beyond freedom and dignity) | بورهوس فريدريك سكينر                                  | أغسطس 1980    | المترجم: عبد القادر يوسف المراجع:محمد رجا الدريني                             | -           | [ 32 ]  |
| 33             |             | الانسان والثروات المعدنية | محمد فتحي عوض الله                                    | سبتمبر 1980   | -                                                                             | -           | [ 33 ]  |
| 34             |             | قضايا إفريقيا | محمد عبد الغني سعودي                                  | أكتوبر 1980   | -                                                                             | -           | [ 34 ]  |
| 35             |             | تحولات الفكر والسياسة في الشرق العربي 1930-1970 | محمد جابر الأنصاري                                    | نوفمبر 1980   |                                                                               | -           | [ 35 ]  |
| 36             |             | الحب في التراث العربي | محمد حسن عبد الله                                     | ديسمبر 1980   | -                                                                             | -           | [ 36 ]  |
| 37             |             | المساجد | حسين مؤنس                                             | يناير 1981    | -                                                                             | -           | [ 37 ]  |
| 38             |             | تكنولوجيا الطاقة البديلة | سعود يوسف عياش                                        | فبراير 1981   | -                                                                             | -           | [ 38 ]  |
| 39             |             | ارتقاء الانسان (بالإنجليزية: The ascent of man) | جاكوب برونوفسكي                                       | مارس 1981     | المترجم:موفق شخاشيرو المراجع: زهير الكرمي                                     | -           | [ 39 ]  |
| 40             |             | الرواية الروسية في القرن التاسع عشر | مكارم الغمري                                          | أبريل 1981    | -                                                                             | -           | [ 40 ]  |
| 41             |             | الشعر في السودان | عبده بدوي                                             | مايو 1981     | -                                                                             | -           | [ 41 ]  |
| 42             |             | دور المشروعات العامة في التنمية الاقتصادية: مدخل إلى دراسة كفاءة أداء المشروعات العامة في أقطار الجزيرة العربية المنتجة للنفط                                                                     | علي خليفة الكواري                                     | يونيو 1981    | -                                                                             | -           | [ 42 ]  |
| 43             |             | الإسلام في الصين | فهمي هويدي                                            | يوليو 1981    | -                                                                             | -           | [ 43 ]  |
| 44             |             | اتجاهات نظرية في علم الاجتماع | عبد الباسط عبد المعطي                                 | أغسطس 1981    | -                                                                             | -           | [ 44 ]  |
| 45             |             | الشطار والعيارين حكايات في التراث العربي | محمد رجب النجار                                       | سبتمبر 1981   | -                                                                             | -           | [ 45 ]  |
| 46             |             | دعوة إلى الموسيقى | يوسف السيسي                                           | أكتوبر 1981   | -                                                                             | -           | [ 46 ]  |
| 47             |             | فكرة القانون (بالإنجليزية: The Idea of Law) | دينيس لويد [الإنجليزية]                               | نوفمبر 1981   | المترجم: سليم الصويص المراجع: سليم بسيسو                                      | -           | [ 47 ]  |
| 48             |             | التنبؤ العلمي ومستقبل الانسان | عبد المحسن صالح                                       | ديسمبر 1981   | -                                                                             | -           | [ 48 ]  |
| 49             |             | صراع القوى العظمى حول القرن الإفريقي | صلاح الدين حافظ                                       | يناير 1982    | -                                                                             | -           | [ 49 ]  |
| 50             |             | التكنولوجيا الحديثة والتنمية الزراعية في الوطن العربي | محمد السيد عبد السلام                                 | فبراير 1982   | -                                                                             | -           | [ 50 ]  |
| 51             |             | السينما في الوطن العربي | جان الكسان                                            | مارس 1982     | -                                                                             | -           | [ 51 ]  |
| 52             |             | النفط والعلاقات الدولية وجهة نظر عربية | محمد الرميحي                                          | أبريل 1982    | -                                                                             | -           | [ 52 ]  |
| 53             |             | البدائية (بالإنجليزية: The Concept of the Primitive) | -                                                     | مايو 1982     | المُحرِّر: أشلي مونتاغيو المترجم: محمد عصفور                                     | -           | [ 53 ]  |
| 54             |             | الحشرات الناقلة للأمراض | جليل أبو الحب                                         | يونيو 1982    | -                                                                             | -           | [ 54 ]  |
| 55             |             | العلم بعد مائتي عام الثورة العلمية التكنولوجية خلال القرنين القادمين (بالإنجليزية: The Next 200 Years: A Scenario for America and the World)                                                      | هيرمان كان، وليام براون، ليون مارتل                   | يوليو 1982    | المترجم: شوقي جلال                                                            | -           | [ 55 ]  |
| 56             |             | الإدمان مظاهره وعلاجه | عادل الدمرداش                                         | أغسطس 1982    |                                                                               | -           | [ 56 ]  |
| 57             |             | البيروقراطية النفطية ومعضلة التنمية مدخل إلى دراسة إدارة التنمية في دول الجزيرة العربية المنتجة للنفط                                                                                             | أسامة عبد الرحمن                                      | سبتمبر 1982   |                                                                               | -           | [ 57 ]  |
| 58             |             | الوجوديّة (بالإنجليزية: Existentialism) | جون ماكوري [الإنجليزية]                               | أكتوبر 1982   | المترجم: إمام عبد الفتاح إمام المراجع: فؤاد زكريا                             | -           | [ 58 ]  |
| 59             |             | العرب أمام تحديات التكنولوجيا | أنطونيوس كرم                                          | نوفمبر 1982   |                                                                               | -           | [ 59 ]  |
| 60             |             | الأيديولوجية الصهيونية: دراسة حالة في علم اجتماع المعرفة | عبد الوهاب محمد المسيري                               | ديسمبر 1982   |                                                                               | -           | [ 60 ]  |
| 61             |             | الأيديولوجية الصهيونية (القسم الثاني): دراسة حالة في علم اجتماع المعرفة | عبد الوهاب محمد المسيري                               | يناير 1983    |                                                                               | -           | [ 61 ]  |
| 62             |             | حكمة الغرب (الجزء الأول) عرض تاريخي للفلسفة الغربية في إطارها الاجتماعي والسياسي (بالإنجليزية: Wisdom of the West: A Historical Survey of Western Philosophy in Its Social and Political Setting) | برتراند راسل                                          | فبراير 1983   | المترجم: فؤاد زكريا                                                           | -           | [ 62 ]  |
| 63             |             | الإسلام والاقتصاد: دراسة في المنظور الإسلامي لأبرز القضايا الاقتصادية والاجتماعية المعاصرة | عبد الهادي علي النجار                                 | مارس 1983     |                                                                               | -           | [ 63 ]  |
| 64             |             | صناعة الجوع (خرافة الندرة) (بالإنجليزية: Food First: Beyond the Myth of Scarcity) | فرانسيس مور لابيه [الإنجليزية] جوزيف كولينز           | أبريل 1983    | المترجم: أحمد حسان                                                            | -           | [ 64 ]  |
| 65             |             | مدخل إلى تاريخ الموسيقا المغربية | عبد العزيز عبد الجليل                                 | مايو 1983     |                                                                               | -           | [ 65 ]  |
| 66             |             | الإسلام والشعر | سامي مكي العاني                                       | يونيو 1983    |                                                                               | -           | [ 66 ]  |
| 67             |             | بنو الإنسان (بالإنجليزية: Humankind) | بيتر فارب [الإنجليزية]                                | يوليو 1983    | المترجم: زهير الكرمي                                                          | -           | [ 67 ]  |
| 68             |             | الثقافة الألبانية في الأبجدية العربية | محمد موفاكو                                           | أغسطس 1983    |                                                                               | -           | [ 68 ]  |
| 69             |             | ظاهرة العلم الحديث: دراسة تحليلية وتاريخية | عبد الله العمر                                        | سبتمبر 1983   |                                                                               | -           | [ 69 ]  |
| 70             |             | نظريات التعلم: دراسة مقارنة (بالإنجليزية: Theories of Learning: A Comparative Approach) | جورج غازدا، رايموند كورسيني                           | أكتوبر 1983   | المترجم: علي حسين حجاج المحرر: عطية محمود هنا                                 | -           | [ 70 ]  |
| 71             |             | الاستيطان الأجنبي في الوطن العربي: المغرب العربي - فلسطين - الخليج العربي دراسة تاريخية مقارنة | عبد المالك خلف التميمي                                | نوفمبر 1983   |                                                                               | -           | [ 71 ]  |
| 72             |             | حكمة الغرب (الجزء الثاني) الفلسفة الحديثة والمعاصرة (بالإنجليزية: Wisdom of the West: A Historical Survey of Western Philosophy in Its Social and Political Setting)                              | برتراند راسل                                          | ديسمبر 1983   | المترجم: فؤاد زكريا                                                           | -           | [ 72 ]  |
| 73             |             | التخطيط للتقدم الاقتصادي والاجتماعي | مجيد مسعود                                            | يناير 1984    |                                                                               | -           | [ 73 ]  |
| 74             |             | مشاريع الاستيطان اليهودي منذ قيام الثورة الفرنسية حتى نهاية الحرب العالمية الأولى | أمين عبد الله محمود                                   | فبراير 1984   |                                                                               | -           | [ 74 ]  |
| 75             |             | التصوير والحياة | محمد نبهان سويلم                                      | مارس 1984     |                                                                               | -           | [ 75 ]  |
| 76             |             | الموت في الفكر الغربي (بالإنجليزية: Death and Western Thought) | جاك شورون                                             | أبريل 1984    | المترجم: كامل يوسف حسين المراجع: إمام عبد الفتاح إمام                         | -           | [ 76 ]  |
| 77             |             | الشعر الإغريقي: تراثاً إنسانياً وعالمياً | أحمد عتمان                                            | مايو 1984     |                                                                               | -           | [ 77 ]  |
| 78             |             | قضايا التبعية الإعلامية والثقافية في العالم الثالث | عواطف عبد الرحمن                                      | يونيو 1984    |                                                                               | -           | [ 78 ]  |
| 79             |             | مفاهيم قرآنية | محمد أحمد خلف الله                                    | يوليو 1984    |                                                                               | -           | [ 79 ]  |
| 80             |             | الزواج عند العرب: في الجاهلية والإسلام (دراسة مقارنة) | عبد السلام الترمانيني                                 | أغسطس 1984    |                                                                               | -           | [ 80 ]  |
| 81             |             | الأدب اليوغسلافي المعاصر | جمال الدين سيد محمد                                   | سبتمبر 1984   |                                                                               | -           | [ 81 ]  |
| 82             |             | تشكيل العقل الحديث (بالإنجليزية: The Shaping of the Modern Mind) | كرين برينتون                                          | أكتوبر 1984   | المترجم: شوقي جلال المراجع: صدقي حطاب                                         | -           | [ 82 ]  |
| 83             |             | البيولوجيا ومصير الإنسان | سعيد محمد الحفار                                      | نوفمبر 1984   |                                                                               | -           | [ 83 ]  |
| 84             |             | المشكلة السكانية وخرافة المالتوسية الجديدة | رمزي زكي                                              | ديسمبر 1984   | -                                                                             | -           | [ 84 ]  |
| 85             |             | دول مجلس التعاون الخليجي ومستويات العمل الدولية | بدرية عبد الله العوضي                                 | يناير 1985    |                                                                               | -           | [ 85 ]  |
| 86             |             | الإنسان وعلم النفس | عبد الستار إبراهيم                                    | فبراير 1985   | -                                                                             | -           | [ 86 ]  |
| 87             |             | في تراثنا: العربي الإسلامي | توفيق الطويل                                          | مارس 1985     | -                                                                             | -           | [ 87 ]  |
| 88             |             | الميكروبات والإنسان (بالإنجليزية: Microbes and man) | جون بوستجيت [الإنجليزية]                              | أبريل 1985    | المترجم: عزت شعلان المراجعان: عبد الرزاق العدواني، وسمير رضوان                | -           | [ 88 ]  |
| 89             |             | الإسلام وحقوق الإنسان | محمد عمارة                                            | مايو 1985     |                                                                               | -           | [ 89 ]  |
| 90             |             | الغرب والعالم (القسم الأول) تاريخ الحضارة من خلال موضوعات (بالإنجليزية: The West and the World: A Topical History of Civilization)                                                                | كافين رايلي                                           | يونيو 1985    | المترجمان: عبد الوهاب المسيري، هدى عبد السميع حجازي المراجع: فؤاد زكريا       | -           | [ 90 ]  |
| 91             |             | تربية اليسر وتخلف التنمية: مدخل إلى دراسة النظام التربوي في أقطار الجزيرة العربية المنتجة للنفط                                                                                                   | عبد العزيز عبد الله الجلال                            | يوليو 1985    | -                                                                             | -           | [ 91 ]  |
| 92             |             | عقول المستقبل (بالإنجليزية: The Shape of Minds to Come) | جون ج. تايلور                                         | أغسطس 1985    | المترجم: لطفي فطيم                                                            | -           | [ 92 ]  |
| 93             |             | لغة الكيمياء: عند الكائنات الحيّة | أحمد مدحت إسلام                                       | سبتمبر 1985   |                                                                               | -           | [ 93 ]  |
| 94             |             | النظام الإعلامي الجديد | مصطفى المصمودي                                        | أكتوبر 1985   | -                                                                             | -           | [ 94 ]  |
| 95             |             | تغيير العالم | أنور عبد الملك                                        | نوفمبر 1985   |                                                                               | -           | [ 96 ]  |
| 96             |             | الصهيونية غير اليهودية: جذورها في التاريخ الغربي (بالإنجليزية: Non-Jewish Zionism: Its Roots in Western History)                                                                                  | ريجينا الشريف                                         | ديسمبر 1985   | المترجم: أحمد عبد الله عبد العزيز                                             | -           | [ 97 ]  |
| 97             |             | الغرب والعالم (القسم الثاني) تاريخ الحضارة من خلال موضوعات (بالإنجليزية: The West and the World: A Topical History of Civilization)                                                               | كاڤ‍ين رايلي                                            | يناير 1986    | المترجمان: عبد الوهاب المسيري، هدى عبد السميع حجازي المراجع: فؤاد زكريا       | -           | [ 98 ]  |
| 98             |             | قصة الأنثروبولوجيا: فصول في تاريخ علم الإنسان | حسين فهيم                                             | فبراير 1986   | -                                                                             | -           | [ 99 ]  |
| 99             |             | الأطفال مرآة المجتمع: النمو النفسي الإجتماعي للطفل في سنواته التكوينية | محمد عماد الدين إسماعيل                               | مارس 1986     | -                                                                             | -           | [ 100 ] |
| 100            |             | الوراثة والإنسان: أساسيات الوراثة البشرية والطبية | محمد علي الربيعي                                      | أبريل 1986    | -                                                                             | -           | [ 101 ] |

## 200-101
| الرقم التسلسلي                               | صورة الغلاف | اسم الكتاب | اسم المؤلف | تاريخ الإصدار                                                                     | ترجمة/مراجعة                                             | معرف الكتاب | المرجع  |
| -------------------------------------------- | ----------- | --- | --- | --------------------------------------------------------------------------------- | -------------------------------------------------------- | ----------- | ------- |
| 101                                          |             | الأدب في البرازيل | شاكر مصطفى | مايو 1986                                                                         | -                                                        | -           | [ 102 ] |
| 102                                          |             | الشخصية اليهودية الإسرائيلية والروح العدوانية | رشاد عبد الله الشامي | يونيو 1986                                                                        | -                                                        | -           | [ 103 ] |
| 103                                          |             | التنمية في دول مجلس التعاون: دروس السبعينات وآفاق المستقبل                                                                                         | محمد توفيق صادق | يوليو 1986                                                                        | -                                                        | -           | [ 104 ] |
| 104                                          |             | العالم الثالث وتحديات البقاء (بالفرنسية: Le Tiers-monde peut-il survivre)                                                                          | جاك لوب | أغسطس 1986                                                                        | المترجم: أحمد فؤاد بلبع                                  | -           | [ 105 ] |
| 105                                          |             | المسرح والتغيّر الإجتماعي في الخليج العربي: دراسة في سوسيولوجيا التجربة المسرحية في الكويت والبحرين                                                 | إبراهيم عبد الله غلوم | سبتمبر 1986                                                                       | -                                                        | -           | [ 106 ] |
| 106                                          |             | المتلاعبون بالعقول (بالإنجليزية: The mind managers)                                                                                                | هربرت شيللر | أكتوبر 1986(ورد التاريخ «مارس 1990» خطأً في الصفحة الأولى، والصواب «أكتوبر 1986».) | المترجم: عبد السلام رضوان                                | -           | [ 107 ] |
| 107                                          |             | الشركات عابرة القومية ومستقبل الظاهرة القومية | محمد السيد سعيد | نوفمبر 1986                                                                       | -                                                        | -           | [ 108 ] |
| 108                                          |             | نظريات التعليم دراسة مقارنة - الجزء الثاني (بالإنجليزية: Theories of Learning: A Comparative Approach)                                             | مجموعة من المؤلفين | ديسمبر 1986                                                                       | المترجم: علي حسين حجاج المراجع: عطية محمود هنا           | -           | [ 109 ] |
| 109                                          |             | العملية الإبداعية: في فن التصوير | شاكر عبد الحميد | يناير 1987                                                                        | -                                                        | -           | [ 110 ] |
| 110                                          |             | مفاهيم نقدية (بالإنجليزية: Concepts of Criticism)                                                                                                  | رينيه ويليك | فبراير 1987                                                                       | المترجم: محمد عصفور                                      | -           | [ 111 ] |
| 111                                          |             | قلق الموت | أحمد محمد عبد الخالق | مارس 1987                                                                         | -                                                        | -           | [ 112 ] |
| 112                                          |             | العلم والمشتغلون بالبحث العلمي في المجتمع الحديث (بالإنجليزية: Science and Scientific Researchers in Modern Society)                               | جون بيتر ديكنسون | أبريل 1987                                                                        | -                                                        | -           | [ 113 ] |
| 113                                          |             | الفكر التربوي العربي الحديث | سعيد إسماعيل علي | مايو 1987                                                                         | -                                                        | -           | [ 114 ] |
| 114                                          |             | الرياضيات في حياتنا (بالكرواتية: !Uh, ta matematika)                                                                                               | زلاتكا شبورير | يونيو 1987                                                                        | المترجم: فاطمة عبد القادر المما                          | -           | [ 115 ] |
| 115                                          |             | معالم على طريق تحديث الفكر العربي | معن زيادة | يوليو 1987                                                                        | -                                                        | -           | [ 116 ] |
| 116                                          |             | أدب أمريكا اللاتينية: قضايا ومشكلات (بالإسبانية: América latina en su literatura)                                                                  | سيزار فرناندث مورينو [الإسبانية] | أغسطس 1987                                                                        | المترجم: أحمد حسان عبد الواحد المراجع: شاكر مصطفى        | -           | [ 117 ] |
| 117                                          |             | الأحزاب السياسية في العالم الثالث | أسامة الغزالي حرب | سبتمبر 1987                                                                       | -                                                        | -           | [ 118 ] |
| 118                                          |             | التاريخ النقدي للتخلف دراسة في اثر نظام النقد الدولي على التكون التاريخي للتخلف في دول العالم الثالث                                               | رمزي زكي | أكتوبر 1987                                                                       | -                                                        | -           | [ 119 ] |
| 119                                          |             | قصيدة وصورة: الشعر والتصوير عبر العصور | عبد الغفار مكاوي | نوفمبر 1987                                                                       | -                                                        | -           | [ 120 ] |
| 120                                          |             | سيكولوجية اللعب (بالهولندية: Psychologie van het spelen)                                                                                           | سوزانا ميلر | ديسمبر 1987                                                                       | المترجم: حسن عيسى االمراجع: محمد عماد الدين إسماعيل      | -           | [ 121 ] |
| 121                                          |             | الدواء من فجر التاريخ إلى اليوم | رياض رمضان العلمي | يناير 1988                                                                        | -                                                        | -           | [ 122 ] |
| 122                                          |             | أدب أمريكا اللاتينية (القسم الثاني) (بالإسبانية: América latina en su literatura)                                                                  | سيزار فرناندث مورينو [الإسبانية] | فبراير 1988                                                                       | المترجم: أحمد حسان عبد الواحد المراجع: شاكر مصطفى        | -           | [ 123 ] |
| 123                                          |             | ثقافة الأطفال | هادي نعمان الهيتي | مارس 1988                                                                         | -                                                        | -           | [ 124 ] |
| 124                                          |             | مرض القلق (بالإنجليزية: The anxiety disease) | دافيد شيهان | أبريل 1988                                                                        | المترجم: عزت شعلان المراجع: أحمد عبد العزيز سلامة        | -           | [ 125 ] |
| 125                                          |             | طبيعة الحياة (بالإنجليزية: Life itself) | فرانسيس كريك | مايو 1988                                                                         | المترجم: أحمد مستجير المراجع: عبد الحافظ حلمي            | -           | [ 126 ] |
| 126                                          |             | اللغات الأجنبية: تعليمها وتعلمها | نايف خرما، علي حجاج | يونيو 1988                                                                        | -                                                        | -           | [ 127 ] |
| 127                                          |             | اقتصاديات الإسكان | إسماعيل إبراهيم الشيخ درة | يوليو 1988                                                                        | -                                                        | -           | [ 128 ] |
| 128                                          |             | المدينة الإسلامية | محمد عبد الستار عثمان | أغسطس 1988                                                                        | -                                                        | -           | [ 129 ] |
| 129                                          |             | الموسيقا الأندلسية المغربية: فنون الأداء | عبد العزيز بن عبد الجليل | سبتمبر 1988                                                                       | -                                                        | -           | [ 130 ] |
| 130                                          |             | التنبؤ الوراثي (بالإنجليزية: Genetic Prophecy: Beyond the Double Helix)                                                                            | زولت هارسنياي [الإنجليزية]، ريتشارد هتون | أكتوبر 1988                                                                       | المترجم: مصطفى إبراهيم فهمي المراجع: مختار الظواهري      | -           | [ 131 ] |
| 131                                          |             | مقدمة لتاريخ الفكر العلمي في الإسلام | أحمد سعيدان | نوفمبر 1988                                                                       | -                                                        | -           | [ 132 ] |
| 132                                          |             | أوروبا والتخلف في أفريقيا (بالإنجليزية: How Europe Underdeveloped Africa)                                                                          | والتر رودني | ديسمبر 1988                                                                       | المترجم: أحمد القصير المراجع: إبراهيم عثمان              | -           | [ 133 ] |
| 133                                          |             | العالم المعاصر والصراعات الدولية | عبد الخالق عبد الله | يناير 1989                                                                        | -                                                        | -           | [ 134 ] |
| 134                                          |             | العلم في منظوره الجديد (بالإنجليزية: The New Story of Science)                                                                                     | روبرت أغروس، جورج ستانسيو | فبراير 1989                                                                       | المترجم: كمال خلايلي                                     | -           | [ 135 ] |
| 135                                          |             | العرب واليونسكو | حسن نافعة | مارس 1989                                                                         | -                                                        | -           | [ 136 ] |
| 136                                          |             | اليابانيون (بالإنجليزية: Japan: The Story of a Nation)                                                                                             | إدوين رايشاوير | أبريل 1989                                                                        | المترجم: ليلى الجبالي المراجع: شوقي جلال                 | -           | [ 137 ] |
| 137                                          |             | الاتجاهات التعصبية | معتز سيد عبد الله | مايو 1989                                                                         | -                                                        | -           | [ 138 ] |
| 138                                          |             | أدب الرحلات | حسين محمد فهيم | يونيو 1989                                                                        | -                                                        | -           | [ 139 ] |
| 139                                          |             | المسلمون والاستعمار الأوروبي لافريقيا | عبد الله عبد الرازق إبراهيم | يوليو 1989                                                                        | -                                                        | -           | [ 140 ] |
| 140                                          |             | الإنسان بين الجوهر والمظهر (بالإنجليزية: ?To Have or to Be)                                                                                        | إيريك فروم | أغسطس 1989                                                                        | المترجم: سعد زهران المراجع: لطفي فطيم                    | -           | [ 141 ] |
| 141                                          |             | الأدب اللاتيني ودوره الحضاري | أحمد عتمان | سبتمبر 1989                                                                       | -                                                        | -           | [ 142 ] |
| 142                                          |             | مستقبلنا المشترك (بالإنجليزية: Our common future)                                                                                                  | اللجنة العالمية للبيئة والتنمية | أكتوبر 1989                                                                       | المترجم: محمد كامل عارف المراجع: علي حسين حجاج           | -           | [ 143 ] |
| 143                                          |             | الريف في الرواية العربية | محمد حسن عبد الله | نوفمبر 1989                                                                       | -                                                        | -           | [ 144 ] |
| 144                                          |             | الإبداع العام والخاص (بالرومانية: Creativitatea generala si specifica)                                                                             | ألكسندرو روشكا [الإنجليزية] | ديسمبر 1989                                                                       | المترجم: غسان عبد الحي أبو فخر                           | -           | [ 145 ] |
| 145                                          |             | سيكولوجية اللغة والمرض العقلي | جمعة سيد يوسف | يناير 1990                                                                        | -                                                        | -           | [ 146 ] |
| 146                                          |             | الوعي والفن (الروسية: Жизнь художественного сознания: очерки по истории образа)                                                                    | غيورغي غاتشف [الروسية] | فبراير 1990                                                                       | المترجم: نوفل نيوف المراجع: سعد مصلوح                    | -           | [ 147 ] |
| 147                                          |             | الرأسمالية تجدد نفسها | فؤاد مرسي | مارس 1990                                                                         | -                                                        | -           | [ 148 ] |
| 148                                          |             | علم الأحياء والأيديولوجيا والطبيعة البشرية (بالإنجليزية: Not in Our Genes)                                                                         | ستيفن روز، وريتشارد ليونتن، وليون كامن [الإنجليزية] | أبريل 1990                                                                        | المترجم: مصطفى إبراهيم فهمي المراجع: محمد عصفور          | -           | [ 149 ] |
| 149                                          |             | ماهية الحروب الصليبية | قاسم عبده قاسم | مايو 1990                                                                         | -                                                        | -           | [ 150 ] |
| 150                                          |             | حاجات الإنسان الأساسية في الوطن العربي الجوانب البيئية والتكنولوجيات والسياسات (بالإنجليزية: Basic Needs in the Arab Region Environmental Aspects) | برنامج الأمم المتحدة للبيئة | يونيو 1990                                                                        | المترجم: عبد السلام رضوان                                | -           | [ 151 ] |
| 151                                          |             | تجارة المحيط الهندي في عصر السيادة الإسلامية (41 - 904 هـ - 661 - 1498 م)                                                                          | شوقي عبد القوي عثمان | يوليو 1990                                                                        | -                                                        | -           | [ 152 ] |
| 152                                          |             | التلوث مشكلة العصر | أحمد مدحت إسلام | أغسطس 1990                                                                        | -                                                        | -           | [ 153 ] |
| توقف إصدار السلسلة بسبب الغزو العراقي للكويت |             | | |                                                                                   |                                                          |             |         |
| 153                                          |             | الكويت والتنمية الثقافية العربية | محمد حسن عبد الله | سبتمبر 1991                                                                       | -                                                        | -           | [ 154 ] |
| 154                                          |             | النقطة المتحولة: أربعون عاماً في استكشاف المسرح (بالإنجليزية: The Shifting Point: Forty Years of Theatrical Exploration, 1946-1987)                 | بيتر بروك | أكتوبر 1991                                                                       | المترجم: فاروق عبد القادر                                | -           | [ 155 ] |
| 155                                          |             | مؤثرات عربية وإسلامية في الأدب الروسي | مكارم الغمري | نوفمبر 1991                                                                       | -                                                        | -           | [ 156 ] |
| 156                                          |             | الفصامي: كيف نفهمه ونساعده دليل للأسرة وللأصدقاء (بالإنجليزية: Understanding and Helping the Schizophrenic: A Guide for Family and Friends)        | سيلفانو أريتي [الإنجليزية] | ديسمبر 1991                                                                       | المترجم: عاطف أحمد                                       | -           | [ 157 ] |
| 157                                          |             | الاستشراق في الفن الرومانسي الفرنسي | زينات بيطار | يناير 1992                                                                        | -                                                        | -           | [ 158 ] |
| 158                                          |             | مستقبل النظام العربي بعد أزمة الخليج | محمد السيد سعيد | فبراير 1992                                                                       | -                                                        | -           | [ 159 ] |
| 159                                          |             | فكرة الزمان عبر التاريخ (بالإنجليزية: The Book of Time)                                                                                            | كولن ولسن، جون جرانت [الإنجليزية] | مارس 1992                                                                         | المترجم: فؤاد كامل المراجع: شوقي جلال                    | -           | [ 160 ] |
| 160                                          |             | ارتقاء القيم: دراسة نفسية | عبد اللطيف محمد خليفة | أبريل 1992                                                                        | -                                                        | -           | [ 161 ] |
| 161                                          |             | أمراض الفقر: المشكلات الصحية في العالم الثالث | فيليب عطية | مايو 1992                                                                         | -                                                        | -           | [ 162 ] |
| 162                                          |             | القومية في موسيقا القرن العشرين | سمحة الخولي | يونيو 1992                                                                        | -                                                        | -           | [ 163 ] |
| 163                                          |             | أسرار النوم (بالإنجليزية: Secrets of sleep) | ألكسندر بوربلي [الإنجليزية] | يوليو 1992                                                                        | المترجم: أحمد عبد العزيز سلامة                           | -           | [ 164 ] |
| 164                                          |             | بلاغة الخطاب وعلم النص | صلاح فضل | أغسطس 1992                                                                        | -                                                        | -           | [ 165 ] |
| 165                                          |             | الفلسفة المعاصرة في أوروبا (بالفرنسية: La Philosophie Contemporaine En Europe)                                                                     | جوزيف بوشنسكي [الإنجليزية] | سبتمبر 1992                                                                       | المترجم: عزّت قرني                                        | -           | [ 166 ] |
| 166                                          |             | الأمومة: نمو العلاقة بين الطفل والأم | فايز قنطار | أكتوبر 1992                                                                       | -                                                        | -           | [ 167 ] |
| 167                                          |             | تاريخ الدراسات العربية في فرنسا | محمود المقداد | نوفمبر 1992                                                                       | -                                                        | -           | [ 168 ] |
| 168                                          |             | بنية الثورات العلمية (بالإنجليزية: The Structure of Scientific Revolutions)                                                                        | توماس كون | ديسمبر 1992                                                                       | المترجم: شوقي جلال                                       | -           | [ 169 ] |
| 169                                          |             | تاريخ الكتاب (القسم الأول) (بالكرواتية: Povijest knjige)                                                                                           | ألكسندر ستيبتشفيتش [الإنجليزية] | يناير 1993                                                                        | المترجم: محمد م. الأرناؤوط                               | -           | [ 170 ] |
| 170                                          |             | تاريخ الكتاب القسم الثاني (بالكرواتية: Povijest knjige)                                                                                            | ألكسندر ستيبتشفيتش | فبراير 1993                                                                       | المترجم: محمد م. الأرناؤوط                               | -           | [ 171 ] |
| 171                                          |             | الأدب الإفريقي | علي شلش | مارس 1993                                                                         | -                                                        | -           | [ 172 ] |
| 172                                          |             | الذكاء الاصطناعي: واقعه ومستقبله (بالإنجليزية: Artificial Intelligence: Promise and Performance)                                                   | آلان بونيه [الفرنسية] | أبريل 1993                                                                        | المترجم: علي صبري فرغلي                                  | -           | [ 173 ] |
| 173                                          |             | المعتقدات الدينية لدى الشعوب (بالإنجليزية: World Religions: From Ancient History to the Present)                                                   | جفري بارندر [الإنجليزية] | مايو 1993                                                                         | المترجم: إمام عبد الفتاح إمام المراجع: عبد الغفار مكاوي  | -           | [ 174 ] |
| 174                                          |             | الهندسة الوراثية والأخلاق | ناهدة البقصمي | يونيو 1993                                                                        | -                                                        | -           | [ 175 ] |
| 175                                          |             | سيكولوجية السعادة (بالإنجليزية: The Psychology of Happiness)                                                                                       | مايكل أرجايل [الإنجليزية] | يوليو 1993                                                                        | المترجم: فيصل عبد القادر يونس(55) المراجع: شوقي جلال     | -           | [ 176 ] |
| 176                                          |             | العبقرية والإبداع والقيادة (بالإنجليزية: Genius, Creativity, and Leadership: Histriometric Inquiries)                                              | دين كيث سايمنتن [الإنجليزية] | أغسطس 1993                                                                        | المترجم: شاكر عبد الحميد المراجع: محمد عصفور             | -           | [ 177 ] |
| 177                                          |             | المذاهب الأدبية والنقدية عند العرب والغربيين | شكري محمد عياد | سبتمبر 1993                                                                       | -                                                        | -           | [ 178 ] |
| 178                                          |             | الكون (بالإنجليزية: Cosmos) | كارل ساغان | أكتوبر 1993                                                                       | المترجم: نافع أيوب لبّس المراجع: محمد كامل عارف           | -           | [ 179 ] |
| 179                                          |             | الصداقة من منظور علم النفس | أسامة سعد أبو سريع | نوفمبر 1993                                                                       | -                                                        | -           | [ 180 ] |
| 180                                          |             | العلاج السلوكي للطفل: أساليبه ونماذج من حالاته | عبد الستار إبراهيم، عبد العزيز بن عبد الله الدخيل، رضوى إبراهيم | ديسمبر 1993                                                                       | -                                                        | -           | [ 181 ] |
| 181                                          |             | الأدب الألماني في نصف قرن | عبد الرحمن بدوي | يناير 1994                                                                        | -                                                        | -           | [ 182 ] |
| 182                                          |             | الشفاهية والكتابية (بالإنجليزية: Orality and Literacy: The Technologizing of the Word)                                                             | والتر ج. أونج [الإنجليزية] | فبراير 1994                                                                       | المترجم: حسن البنا عز الدين المراجع: محمد عصفور          | -           | [ 183 ] |
| 183                                          |             | الطاغية: دراسة فلسفية لصور من الإستبداد السياسي | إمام عبد الفتاح إمام | مارس 1994                                                                         | -                                                        | -           | [ 184 ] |
| 184                                          |             | العرب وعصر المعلومات | نبيل علي | أبريل 1994                                                                        | -                                                        | -           | [ 185 ] |
| 185                                          |             | عندما تغير العالم (بالإنجليزية: The Day the Universe Changed)                                                                                      | جيمس بيرك | مايو 1994                                                                         | المترجم: ليلى الجبالي المراجع: شوقي جلال                 | -           | [ 186 ] |
| 186                                          |             | القوى الدينية في إسرائيل: بين تكفير الدولة ولعبة السياسة                                                                                           | رشاد عبد الله الشامي | يونيو 1994                                                                        | -                                                        | -           | [ 187 ] |
| 187                                          |             | آلاف السنين من الطاقة (الروسية: Тысячелетия энергетики)                                                                                            | فلاديمير كارتسيف، بيوتر خازانوفسكي | يوليو 1994                                                                        | المترجم: محمد غياث الزيات                                | -           | [ 188 ] |
| 188                                          |             | الاتجاه القومي في الرواية | مصطفى عبد الغني | أغسطس 1994                                                                        | -                                                        | -           | [ 189 ] |
| 189                                          |             | عودة الوفاق بين الإنسان والطبيعة (بالفرنسية: L’homme re-naturé)                                                                                    | جان ماري بيلت [الإنجليزية] | سبتمبر 1994                                                                       | المترجم: السيد محمد عثمان                                | -           | [ 190 ] |
| 190                                          |             | مقدمة في علم التفاوض الاجتماعي والسياسي | حسن محمد وجيه | أكتوبر 1994                                                                       | -                                                        | -           | [ 191 ] |
| 191                                          |             | النهاية: الكوارث الكونية وأثرها في مسار الكون (بالإنجليزية: End: Cosmic Catastrophe and the Fate of the Universe)                                  | فرانك كلوز | نوفمبر 1994                                                                       | المترجم: مصطفى إبراهيم فهمي المراجع: عبد السلام رضوان    | -           | [ 192 ] |
| 192                                          |             | جذور الاستبداد قراءة في أدب قديم | عبد الغفار مكاوي | ديسمبر 1994                                                                       | -                                                        | -           | [ 193 ] |
| 193                                          |             | اللغة والتفسير والتواصل | مصطفى ناصف | يناير 1995                                                                        | -                                                        | -           | [ 194 ] |
| 194                                          |             | جوته والعالم العربي (بالألمانية: Goethe und die arabische Welt)                                                                                    | كاتارينا مومزن [الألمانية] | فبراير 1995                                                                       | المترجم: عدنان عباس علي المراجع: عبد الغفار مكاوي        | -           | [ 195 ] |
| 195                                          |             | الغزو العراقي للكويت (ندوة بحثية) «المقدمات-الوقائع وردود الفعل-التداعيات»                                                                         | فتوح الخترش، عبد المالك التميمي، تركي الحمد، محمد حسين غلوم، عامر التميمي، محمد الرميحي، حسن نافعة، طلعت منصور، محمد السيد سعيد، منصور بوخمسين، جمال زكريا قاسم، عبد الله محارب، عبد المحسن تقي، عبد الله الغنيم، طه عبد العليم، قاسم عبده قاسم، سمعان بطرس، كمال مرسي، فؤاد زكريا | مارس 1995                                                                         | -                                                        | -           | [ 196 ] |
| 196                                          |             | المدينة في الشعر العربي المعاصر | مختار علي أبو غالي | أبريل 1995                                                                        | -                                                        | -           | [ 197 ] |
| 197                                          |             | اليهود في البلدان الإسلامية (1850-1950) | صموئيل أتينجر [العبرية] | مايو 1995                                                                         | المترجم: جمال أحمد الرفاعي المراجع: رشاد عبد الله الشامي | -           | (45)    |
| 198                                          |             | فلسفات تربوية معاصرة | سعيد إسماعيل علي | يونيو 1995                                                                        | -                                                        | -           | [ 199 ] |
| 199                                          |             | الفكر الشرقي القديم (بالإنجليزية: Oriental Philosophies)                                                                                           | جون كولر | يوليو 1995                                                                        | المترجم: كامل يوسف حسين المراجع: إمام عبد الفتاح إمام    | -           | [ 200 ] |
| 200                                          |             | الزلازل: حقيقتها وآثارها | شاهر جمال آغا | أغسطس 1995                                                                        | -                                                        | -           | [ 201 ] |

## 250-201
| الرقم التسلسلي | صورة الغلاف | اسم الكتاب | اسم المؤلف                                                                                             | تاريخ الإصدار    | ترجمة/مراجعة                                                                       | معرف الكتاب       | المرجع  |
| -------------- | ----------- | --- | --- | ---------------- | ---------------------------------------------------------------------------------- | ----------------- | ------- |
| 201            |             | جيران في عالم واحد (بالإنجليزية: Our global neighborhood) | لجنة "إدارة شؤون المجتمع العالمي"                                                                      | سبتمبر 1995      | المترجم: مجموعة من المترجمين المراجع: عبد السلام رضوان                             | -                 | [ 202 ] |
| 202            |             | الأمم المتحدة في نصف قرن: دراسة في تطور التنظيم الدولي منذ 1945 | حسن نافعة                                                                                              | أكتوبر 1995      | -                                                                                  | -                 | [ 203 ] |
| 203            |             | التصوير الشعبي العربي | أكرم قانصو                                                                                             | نوفمبر 1995      | -                                                                                  | -                 | [ 204 ] |
| 204            |             | الصراع على القمة: مستقبل المنافسة الاقتصادية بين أمريكا واليابان (بالإنجليزية: Head to Head: The Coming Economic Battle Among Japan, Europe, and America)            | لستر ثارو [الإنجليزية]                                                                                 | ديسمبر 1995      | المترجم: أحمد فؤاد بلبع                                                            | -                 | [ 205 ] |
| 205            |             | المخدرات والمجتمع: نظرة تكاملية | مصطفى سويف                                                                                             | يناير 1996       | -                                                                                  | -                 | [ 206 ] |
| 206            |             | البنيوية وما بعدها: من ليفي شتراوس إلى دريدا (بالإنجليزية: Structuralism and Since: From Lévi Strauss to Derrida)                                                    | المحرر: جون ستروك                                                                                      | فبراير 1996      | المترجم: محمد عصفور                                                                | -                 | [ 207 ] |
| 207            |             | شعرنا القديم والنقد الجديد | وهب أحمد رومية                                                                                         | مارس 1996        | -                                                                                  | -                 | [ 208 ] |
| 208            |             | العبقرية تاريخ الفكرة (بالإنجليزية: Genius: The History of an Idea)                                                                                                  | مجموعة من الأساتذة والمحاضرين في جامعات إنكليزية وأمريكية مختلفة(46أ) المحررة: بنلوبي مري [الإنجليزية] | أبريل 1996 (46ب) | المترجم: محمد عبد الواحد محمد المراجع: عبد الغفار مكاوي                            | -                 | [ 209 ] |
| 209            |             | أزمة المياه في المنطقة العربية: الحقائق والبدائل الممكنة | سامر مخيمر، خالد حجازي                                                                                 | مايو 1996        | -                                                                                  | -                 | [ 210 ] |
| 210            |             | الصينيون المعاصرون (الجزء الأول): التقدم نحو المستقبل انطلاقاً من الماضي                                                                                              | وو بن                                                                                                  | يونيو 1996       | المترجم: عبد العزيز حمدي المراجع: لي تشين تشونغ                                    | -                 | [ 211 ] |
| 211            |             | الصينيون المعاصرون (الجزء الثاني): التقدم نحو المستقبل انطلاقاً من الماضي                                                                                             | وو بن                                                                                                  | يوليو 1996       | المترجم: عبد العزيز حمدي المراجع: لي تشين تشونغ                                    | -                 | [ 212 ] |
| 212            |             | الحصيلة اللغوية: أهميتها - مصادرها - وسائل تنميتها | أحمد محمد المعتوق                                                                                      | أغسطس 1996       | -                                                                                  | -                 | [ 213 ] |
| 213            |             | عالم يفيض بسكانه: عرض لأسباب المشكلة وحل جذري لها (بالإنجليزية: Too many people)                                                                                     | روي كالن                                                                                               | سبتمبر 1996      | المترجم: ليلى الجبالي(57)                                                          | -                 | [ 214 ] |
| 214            |             | الفضاء الخارجي واستخداماته السلمية | محمد بهي الدين عرجون                                                                                   | أكتوبر 1996      | -                                                                                  | -                 | [ 215 ] |
| 215            |             | الإسلام والمسيحية (الروسية: Христианство и ислам) | أليكسي جورافسكي                                                                                        | نوفمبر 1996      | المترجم: خلف محمد الجراد المراجع: محمود حمدي زقزوق                                 | -                 | [ 216 ] |
| 216            |             | الرياضة والمجتمع | أمين أنور الخولي                                                                                       | ديسمبر 1996      | -                                                                                  | -                 | [ 217 ] |
| 217            |             | الشفرة الوراثية للإنسان القضايا العلمية والاجتماعية لمشروع الجينوم البشري (بالإنجليزية: The Code of Codes: Scientific and Social Issues in the Human Genome Project) | المحرران: دانييل كيفلكس [الإنجليزية]، ليروي هود                                                        | يناير 1997       | المترجم: أحمد مستجير                                                               | -                 | [ 218 ] |
| 218            |             | محاورات مع النثر العربي | مصطفى ناصف                                                                                             | فبراير 1997      | -                                                                                  | -                 | [ 219 ] |
| 219            |             | فجر العلم الحديث: الإسلام - الصين - الغرب (بالإنجليزية: The Rise of Early Modern Science: Islam, China and the West)                                                 | توبي هوف                                                                                               | مارس 1997(47أ)   | المترجم: محمد عصفور(47ب)                                                           | -                 | [ 220 ] |
| 220            |             | فجر العلم الحديث الإسلام - الصين - الغرب(48أ) (بالإنجليزية: The Rise of Early Modern Science: Islam, China and the West)                                             | توبي هوف                                                                                               | أبريل 1997(48ب)  | المترجم: محمد عصفور                                                                | -                 | [ 221 ] |
| 221            |             | مدخل إلى مناهج النقد الأدبي (بالفرنسية: Introduction aux méthodes critiques pour l'analyse littéraire)                                                               | مجموعة من المؤلفين                                                                                     | مايو 1997        | المترجم: المنصف الشنوفي المحرر: رضوان ظاظا                                         | -                 | [ 222 ] |
| 222            |             | البيئة والإنسان عبر العصور | إيان سيمونز                                                                                            | يونيو 1997       | المترجم: السيد محمد عثمان                                                          | -                 | [ 223 ] |
| 223            |             | نظرية الثقافة (بالإنجليزية: Cultural theory) | ميشيل ثمبسون وريتشارد إليس وأرون فيلدافسكي [الإنجليزية]                                                | يوليو 1997       | المترجم: علي سيد الصاوي المراجع: الفاروق زكي يونس                                  | -                 | [ 224 ] |
| 224            |             | إشكالية الهوية في إسرائيل | رشاد عبد الله الشامي                                                                                   | أغسطس 1997       | -                                                                                  | -                 | [ 225 ] |
| 225            |             | المدينة الفاضلة عبر التاريخ (بالإنجليزية: Journey through utopia) | ماري لويزا برنيري [الإنجليزية]                                                                         | سبتمبر 1997      | المترجم: عطيات أبو السعود المراجع: عبد الغفار مكاوي                                | -                 | [ 226 ] |
| 226            |             | الاقتصاد السياسي للبطالة: تحليل لأخطر مشكلات الرأسمالية المعاصرة | رمزي زكي                                                                                               | أكتوبر 1997      | -                                                                                  | -                 | [ 227 ] |
| 227            |             | موجز تاريخ علم اللغة (في الغرب) (بالإنجليزية: A Short History of Linguistics)                                                                                        | روبروت روبنز [الإنجليزية]                                                                              | نوفمبر 1997      | المترجم: أحمد عوض                                                                  | -                 | [ 228 ] |
| 228            |             | الطريق إلى المريخ | سعد شعبان                                                                                              | ديسمبر 1997      | -                                                                                  | -                 | [ 229 ] |
| 229            |             | لماذا ينفرد الإنسان بالثقافة؟ الثقافات البشرية: نشأتها وتنوعها (بالإنجليزية: Why Humans Have Cultures: Explaining Anthropology and Social Diversity)                 | مايكل كاريذرس [الإنجليزية]                                                                             | يناير 1998       | المترجم: شوقي جلال                                                                 | -                 | [ 230 ] |
| 230            |             | الأمن الغذائي للوطن العربي | محمد السيد عبد السلام                                                                                  | فبراير 1998      | -                                                                                  | -                 | [ 231 ] |
| 231            |             | المعلوماتية بعد الإنترنت: طريق المستقبل (بالإنجليزية: The road ahead)                                                                                                | بيل جيتس                                                                                               | مارس 1998        | المترجم: عبد السلام رضوان                                                          | -                 | [ 232 ] |
| 232            |             | المرايا المحدبة: من البنيوية إلى التفكيك | عبد العزيز حمودة                                                                                       | أبريل 1998       | -                                                                                  | (ردمك 9990600007) | [ 233 ] |
| 233            |             | تراث الإسلام (الجزء الأول) (بالألمانية: Das Vermächtnis des Islams)                                                                                                  | جوزيف شاخت، كليفورد بوزورث                                                                             | مايو 1998        | المترجمون: محمد زهير السمهوري(50)، حسين مؤنس، إحسان صدقي العمد المراجع: فؤاد زكريا | (ردمك 9990600058) | [ 234 ] |
| 234            |             | تراث الإسلام (الجزء الثاني) (بالألمانية: Das Vermächtnis des Islams)                                                                                                 | جوزيف شاخت، كليفورد بوزورث                                                                             | يونيو 1998       | المترجم: حسن مؤنس، إحسان صدقي العمد المراجع: فؤاد زكريا                            | (ردمك 9990600066) | [ 235 ] |
| 235            |             | الإنسان الحائر بين العلم والخرافة | عبد المحسن صالح                                                                                        | يوليو 1998       | -                                                                                  | (ردمك 9990600082) | [ 236 ] |
| 236            |             | الطب الإمبريالي والمجتمعات المحلية (بالإنجليزية: Imperial Medicine and Indigenous Societies)                                                                         | المحرر: دافيد أرنولد                                                                                   | أغسطس 1998       | المترجم: مصطفى إبراهيم فهمي                                                        | (ردمك 9990600090) | [ 237 ] |
| 237            |             | الحضارة: دراسة في أصول وعوامل قيامها وتطورها | حسين مؤنس                                                                                              | سبتمبر 1998      | -                                                                                  | (ردمك 9990600104) | [ 238 ] |
| 238            |             | فخ العولمة: الاعتداء على الديموقراطية والرفاهية (بالألمانية: Die Globalisierungsfalle: der Angriff auf Demokratie und Wohlstand)                                     | هانس بيتر مارتن، وهارالد شومان                                                                         | أكتوبر 1998      | المترجم: عدنان عباس علي المراجع: رمزي زكي                                          | (ردمك 9990601127) | [ 239 ] |
| 239            |             | الاكتئاب: اضطراب العصر الحديث: فهمه وأساليب علاجه(51) | عبد الستار إبراهيم                                                                                     | نوفمبر 1998      | -                                                                                  | (ردمك 9990600135) | [ 240 ] |
| 240            |             | في نظرية الرواية: بحث في تقنيات السرد | عبد الملك مرتاض                                                                                        | ديسمبر 1998      | -                                                                                  | (ردمك 9990600143) | [ 241 ] |
| 241            |             | الماضي المشترك بين العرب والغرب أصول الآداب الشعبية الغربية (بالإنجليزية: The Past We Share: The Near Eastern Ancestry of Western Folk Literature)                   | إلين رانيلا                                                                                            | يناير 1999       | المترجم: نبيلة إبراهيم المراجع: فاطمة موسى                                         | (ردمك 9990600155) | [ 242 ] |
| 242            |             | التصحر: تدهور الأراضي في المناطق الجافة | محمد عبد الفتاح القصاص                                                                                 | فبراير 1999      | -                                                                                  | (ردمك 9990600163) | [ 243 ] |
| 243            |             | المتلاعبون بالعقول: كيف يجذب محركو الدمى الكبار في السياسة والإعلان ووسائل الاتصال الجماهيري خيوط الرأي العام؟ (بالإنجليزية: The mind managers)                      | هربرت شيللر                                                                                            | مارس 1999        | المترجم: عبد السلام رضوان                                                          | (ردمك 9990600171) | [ 244 ] |
| 244            |             | النظرية الإجتماعية: من بارسونز إلى هابرماس(52) (بالإنجليزية: Modern Social Theory: From Parsons to Habermas)                                                         | إيان كريب [الإنجليزية]                                                                                 | أبريل 1999       | المترجم: محمد حسين غلوم المراجع: محمد عصفور                                        | (ردمك 999060018X) | [ 245 ] |
| 245            |             | ضرورة العلم: دراسات في العلم والعلماء (بالإنجليزية: Is Science Necessary? Essays on Science and Scientists)                                                          | ماكس بيروتس                                                                                            | مايو 1999        | المترجم: وائل أتاسي، بسام معصراني المراجع: عدنان الحموي                            | (ردمك 9990600198) | [ 246 ] |
| 246            |             | طرائق الحداثة: ضد المتوائمين الجدد (بالإنجليزية: Politics of Modernism: Against the New Conformists)                                                                 | ريموند وليامز                                                                                          | يونيو 1999       | المترجم: فاروق عبد القادر                                                          | (ردمك 9990600201) | [ 247 ] |
| 247            |             | الأطفال والإدمان التلفيزيوني [الإنجليزية] (بالإنجليزية: The Plug-In Drug)                                                                                            | ماري وين                                                                                               | يوليو 1999       | المترجم: عبد الفتاح الصبحي                                                         | (ردمك 9990600228) | [ 248 ] |
| 248            |             | المسرح في الوطن العربي | علي الراعي                                                                                             | أغسطس 1999       | -                                                                                  | (ردمك 9990600244) | [ 249 ] |
| 249            |             | اختلاق إسرائيل القديمة: إسكات التاريخ الفلسطيني(53) (بالإنجليزية: The Invention of Ancient Israel: the Silencing of Palestinian History)                             | كيت وايتلام [الفرنسية]                                                                                 | سبتمبر 1999      | المترجم: سحر الهنيدي المراجع: فؤاد زكريا                                           | (ردمك 9990600252) | [ 250 ] |
| 250            |             | تاريخ إيران السياسي بين ثورتين (1906-1979) | آمال السبكي                                                                                            | أكتوبر 1999      | -                                                                                  | (ردمك 9990600279) | [ 251 ] |

## هوامش
1. ↑  التهجئة الصحيحة للاسم هي «زهير الكرمي»، وليس كما طُبع على الغلاف «زهير الكرمى».
2. ↑  صنف الكتاب جوزيف شاخت وكليفورود بوزورت، علّق عليه وحقّقه «شاكر مصطفى».
3. ↑  التهجئة الصحيحة للاسم هي «محمد زهير السمهوري»، وليس ما طُبع على الغلاف «محمد رهير السمهوري».
4. ↑  صَنّف الكتاب جوزيف شاخت وكليفورود بوزورت؛ علّق عليه وحقّقه «شاكر مصطفى».
5. ↑  نُشرت الطبعة الثانية من الكتاب ضمن العدد الحادي عشر وليس العدد الثامن كما ورد على الغلاف.
6. ↑  التهجئة الصحيحة للاسم هي «محمد زهير السمهوري»، وليس ما طُبع على الغلاف «محمد رهير السمهوري».
7. ↑  تُرجم هذا الكتاب من أصلين مختلفين هما الكوميديا[en 1] والتراجيديا.[en 2]
8. ↑  التهجئة الصحيحة للاسم هي «عواطف عبد الرحمن»، وليس ما طُبع على الغلاف «عواطف عبد الرحمان».
9. ↑  التهجئة الصحيحة للاسم هي «عبد الستار إبراهيم»، وليس ما طُبع على الغلاف بكلمة «ابراهيم» من غير همزة.
10. ↑   طُبعت كلمة «أفريقيا» بتهجئة خاطئة على الغلاف، والصواب «إفريقيا» بالكسر.
11. ↑  التهجئة الصحيحة للاسم الصحيح هي «محمد عمارة»، وليس ما طُبع على الغلاف «محمد عماره».
12. ↑  ورد على الغلاف تهجئة العنوان خطأ "الموشحات الاندلسية" والصواب أن  تكتب "الأندلسية" بهمزة قطع
13. ↑   طُبعت كلمة «الانساني» بتهجئة خاطئة على الغلاف، والصواب قطعها «الإنساني»، والعنوان الأصيل هو (بالإنجليزية: Beyond freedom and dignity) ويعني حرفياً «ما وراء الحرية والكرامة».
14. ↑  طُبعت كلمة «الانسان» بتهجئة خاطئة على الغلاف، والصواب «الإنسان» بهمزة قطع.
15. ↑  طُبعت كلمة «الانسان» بتهجئة خاطئة على الغلاف، والصواب «الإنسان» بهمزة قطع.
16. ↑  طُبعت كلمة «الاسلام» بتهجئة خاطئة على الغلاف، والصحيح أن تكون مقطوعة: «الإسلام».
17. ↑  التهجئة الصحيحة للاسم هي «فهمي هويدي»، وليس ما طُبع على الغلاف: «فهمى هويدى».
18. ↑  طُبعت كلمة «الانسان» بتهجئة خاطئة على الغلاف، والصواب بهمزة القطع «الإنسان».
19. ↑   الشهر الصحيح حسب تسلسل الكتب هو «سبتمبر»، وليس ما طُبع على الغلاف الداخلي «يونيو».
20. ↑  الاسم الصحيح هو «إمام عبد الفتاح إمام»، وليس ما طُبع على الغلاف «امام عبد الفتاح امام».
21. ↑  التهجئة الصحيحة للاسم هي «أنطونيوس كرم» بهمزة قطع، وليس ما طُبع على الغلاف «انطونيوس كرم»
22. ↑  طُبعت كلمة «الاسلام» بتهجئة خاطئة على الغلاف، والصحيح أن تكون مقطوعة: «الإسلام».
23. ↑  طُبعت كلمة «الاسلام» بتهجئة خاطئة على الغلاف، والصحيح أن تكون مقطوعة: «الإسلام».
24. ↑   طُبعت كلمة «تغيّير» بتهجئة خاطئة؛ بإضافة التشديد، وقد صُوب الاسم في قائمة إصدارات عالم المعرفة التي يضيفها المجلس الوطني للثقافة والفنون والآداب في عدد ديسمبر من السلسلة سنويًا.[95]
25. ↑   التهجئة الصحيحة للاسم هي «أحمد عبد الله عبد العزيز»، وليس ما طُبع على الغلاف «احمد عبدالله عبدالعزيز».
26. ↑  طُبعت كلمة «الإجتماعي» بتهجئة خاطئة على الغلاف، والصواب أن تكتب بهمزة وصل «الاجتماعي»
27. ↑  التهجئة الصحيحة للاسم هي «محمد عماد الدين إسماعيل»،بهمزة قطع وليس «اسماعيل» كما ورد على الغلاف.
28. ↑  طُبع اسم مؤلف خاطئ على الكتاب هو مصطفى ناصف، والصواب «محمد علي الربيعي».
29. ↑  طُبعت كلمة «الاجتماعي» بهمزة قطع على الغلاف، والصواب أنها همزة وصل.
30. ↑  ورد عنوانٌ فرعي للكتاب في الصفحة الأولى وهو «كيف يجذب محركو الدمى الكبار في السياسة والإعلان ووسائل الاتصال الجماهيري خيوط الرأي العام؟»، لم يطبع على الغلاف.
31. ↑   طُبعت كلمة «اثر» بتهجئة خاطئة على الغلاف، والصواب بهمزة قطع «أثر».
32. ↑  التهجئة الصحيحة للاسم هي «محمد عماد الدين إسماعيل»، بهمزة القطع وليس ما طُبع على الغلاف «اسماعيل».
33. ↑   التهجئة الصحيحة للاسم هي «أحمد حسان عبد الواحد»، وليس ما طُبع على الغلاف «احمد حسان عبدالواحد».
34. ↑   التهجئة الصحيحة للاسم هي «أحمد عبد العزيز سلامة»، وليس ما طُبع على الغلاف «احمد عبدالعزيز سلامة».
35. ↑  التهجئة الصحيحة للاسم هي «أحمد» بهمزة قطع، وليس ما طُبع على الغلاف «احمد».
36. ↑  التهجئة الصحيحة للاسم هي «إسماعيل إبراهيم الشيخ درة»، وليس ما طُبع على الغلاف «اسماعيل ابراهيم الشيخ دره».
37. ↑  التهجئة الصحيحة للاسم هي «مصطفى إبراهيم فهمي»، بهمزة قطع وليس ما طُبع على الغلاف «ابراهيم».
38. ↑  طُبعت كلمة «الاسلام» بتهجئة خاطئة على الغلاف، والصواب بهمزة قطع «الإسلام».
39. ↑  طُبعت كلمة «أفريقيا» بتهجئة خاطئة على الغلاف، والصواب بهمزة مكسورة «إفريقيا».
40. ↑  طُبعت كلمتا «الاوروبي» و«لافريقيا» بتهجئة خاطئة على الغلاف، والصواب بهمزات قطع «الأوروبي» و«لإفريقيا» على الترتيب.
41. ↑  ورد عنوانٌ فرعي للكتاب في الصفحة الأولى وهو «دراسات في تاريخ الصورة الفنية»، لم يُطبع على الغلاف.
42. ↑  طُبعت كلمة «نفهمة» بتهجئة خاطئة على الغلاف، والصواب «نفهمه».
43. ↑  طُبعت كلمة «إرتقاء» بتهجئة خاطئة على الغلاف، والصواب بهمزة وصل «ارتقاء».
44. ↑  التهجئة الصحيحة للاسم هي «ألكسندر بوربلي» بهمزة قطع، وليس ما طُبع على الغلاف «الكسندر».
45. ↑  طُبعت كلمة «الأفريقي» بتهجئة خاطئة على الغلاف، والصواب «الإفريقي».
46. ↑  التهجئة الصحيحة للاسم هي «عبد الستار إبراهيم»، بهمزة قطع، وليس ما طُبع على الغلاف «ابراهيم».
47. ↑  الاسم الصحيح هو «رضوى إبراهيم»، وليس ما طُبع على الغلاف «رضوان إبراهيم».
48. ↑  طُبعت كلمة «الإستبداد» بتهجئة خاطئة على الغلاف، والصواب بهمزة وصل «الاستبداد».
49. ↑  التهجئة الصحيحة للاسم هي «ليلى الجبالي» بالياء وليس ما طُبع على الغلاف  بالألف المقصورة «ليلى الجبالى».
50. ↑  طُبعت كلمة «الإجتماعي» بتهجئة خاطئة على الغلاف، والصواب بهمزة قطع «الاجتماعي».
51. ↑  الاسم الصحيح هو «فتوح الخترش»، وليس ما طُبع على الغلاف «فتوح الخترس».
52. ↑  لم يُكتب اسما المترجم والمراجع على الغلاف، وهما «خلف محمد الجراد» و«محمود حمدي زقزوق» على الترتيب.
53. ↑  طُبعت كلمة «اسرائيل» بتهجئة خاطئة على الغلاف، والصواب بهمزة قطع «إسرائيل».
54. ↑  لا يتوافق هذا المُعرِّف مع قواعد النظام القياسي الدولي لترقيم الكتب.
55. ↑  طُبع اسم مؤلف خاطئ على الكتاب، والصواب «ماكس بيروتس».

45. «صموئيل أتينجر» هو مؤلف الكتاب وليس محرره، وطُبع اسم المراجع خطأً "رشا" والصواب «رشاد عبد الله الشامي».
46أ.الكتاب من تأليف بينلوبي مري وفق موقع الفهرس العالمي.
46ب.ورد التاريخ «أبريل 2000» خطأً في الصفحة الأولى، والصواب «أبريل 1996».
47أ.ورد التاريخ «أغسطس 1997» خطأً في الصفحة الأولى، والصواب «مارس 1997».
47ب.الاسم الصحيح هو «محمد عصفور»، وليس ما طُبع على الغلاف «محمد غصفور».
48أ.نُشرت الطبعة الثانية من الكتاب في العدد 220 وليس العدد 219 كما ورد على الغلاف.
48ب.ورد التاريخ «أغسطس 1997» خطأً في الصفحة الأولى، والصواب «أبريل 1997».
49.اسم الكتاب على الغلاف إشكالية اليهودية في إسرائيل، وهذا خطأ، والصواب إشكالية الهوية في إسرائيل، وهو مؤلَّف للكاتب رشاد عبد الله الشامي.
50.التهجئة الصحيحة للاسم هي «محمد زهير السمهوري»، وليس ما طُبع على الغلاف «محمد رهير السمهوري».
51.طُبعت كلمة «الاكتئاب» بتهجئة خاطئة على الغلاف، والصواب «الاكتئاب».
52.طُبعت كلمة «الاجتماعية» بتهجئة خاطئة على الغلاف، والصواب «الاجتماعية».
55.طُبع اسم مترجم خاطئ على الكتاب، والصواب «فيصل عبد القادر يونس».
57. «صبحي عبد الحكيم» هو مقدم الكتاب، وليس مراجعه وَفقًا لما جاء في العدد 501.

### فهرس المراجع العربية
1. ↑  حسين مؤنس (1 يناير 1978)، الحضارة: دراسة في أصول وعوامل قيامها وتطورها، عالم المعرفة (1) (ط. 1)، مدينة الكويت: المجلس الوطني للثقافة والفنون والآداب، OCLC:9676465، QID:Q112669605
2. ↑  إحسان عباس (1 فبراير 1978)، اتجاهات الشعر العربي المعاصر، عالم المعرفة (2)، مدينة الكويت: المجلس الوطني للثقافة والفنون والآداب، OCLC:16894241، QID:Q112677433
3. ↑  
فؤاد زكريا (1 مارس 1978)، التفكير العلمي، عالم المعرفة (3) (ط. 1)، مدينة الكويت: المجلس الوطني للثقافة والفنون والآداب، OCLC:982029993، QID:Q112678585
4. ↑  أحمد عبد الرحيم مصطفى (1 أبريل 1978)، الولايات المتحدة والمشرق العربي، عالم المعرفة (4)، مدينة الكويت: المجلس الوطني للثقافة والفنون والآداب، OCLC:1107067500، QID:Q112684580
5. ↑  زهير الكرمي (1 مايو 1978)، العلم ومشكلات الإنسان المعاصر، عالم المعرفة (5)، مدينة الكويت: المجلس الوطني للثقافة والفنون والآداب، OCLC:16466517، QID:Q112685740
6. ↑  عزت حجازي (1 يونيو 1978)، الشباب العربي والمشكلات التي يواجهها، عالم المعرفة (6)، مدينة الكويت: المجلس الوطني للثقافة والفنون والآداب، OCLC:15730355، QID:Q112685201
7. ↑  محمد عزيز شكري (1 يوليو 1978)، الأحلاف والتكتلات في السياسة العالمية، عالم المعرفة (7)، مدينة الكويت: المجلس الوطني للثقافة والفنون والآداب، OCLC:318939639، QID:Q112716531
8. ↑  جوزيف شاخت؛ كليفورد إدموند بوزورث (1 أغسطس 1978)، تراث الإسلام، عالم المعرفة (8)، ترجمة: محمد زهير السمهوري؛ حسين مؤنس؛ إحسان صدقي العمد، مراجعة: فؤاد زكريا (ط. 1)، مدينة الكويت: المجلس الوطني للثقافة والفنون والآداب، ج. 1، QID:Q112748198
9. ↑  نايف خرما (1 سبتمبر 1978)، أضواء على الدراسات اللغوية المعاصرة، عالم المعرفة (9)، مدينة الكويت: المجلس الوطني للثقافة والفنون والآداب، OCLC:15790576، QID:Q112763999
10. ↑  محمد رجب النجار (1 أكتوبر 1978). "جحا العربي". عالم المعرفة. عالم المعرفة (10). مدينة الكويت: المجلس الوطني للثقافة والفنون والآداب ع. 10. OCLC:635078725. QID:Q112764520.
11. ↑  جوزيف شاخت؛ كليفورد إدموند بوزورث (1 نوفمبر 1978)، تراث الإسلام، عالم المعرفة (11)، ترجمة: محمد زهير السمهوري؛ حسين مؤنس؛ إحسان صدقي العمد، مراجعة: فؤاد زكريا (ط. 2)، مدينة الكويت: المجلس الوطني للثقافة والفنون والآداب، ج. 1، QID:Q112750673
12. ↑  جوزيف شاخت؛ كليفورد إدموند بوزورث (1 ديسمبر 1978)، تراث الإسلام، عالم المعرفة (12)، ترجمة: محمد زهير السمهوري؛ حسين مؤنس؛ إحسان صدقي العمد، مراجعة: فؤاد زكريا (ط. 1)، مدينة الكويت: المجلس الوطني للثقافة والفنون والآداب، ج. 2، QID:Q112748216
13. ↑  أنور عبد العليم (1 يناير 1979)، الملاحة وعلوم البحار عند العرب، عالم المعرفة (13)، الكويت: المجلس الوطني للثقافة والفنون والآداب، OCLC:551688741، QID:Q112844756
14. ↑  عفيف البهنسي (1 فبراير 1979)، جمالية الفن العربي، عالم المعرفة (14)، مدينة الكويت: المجلس الوطني للثقافة والفنون والآداب، OCLC:12202019، QID:Q112861471
15. ↑  عبد المحسن صالح (1 مارس 1979)، الإنسان الحائر بين العلم والخرافة، عالم المعرفة (15) (ط. 1)، مدينة الكويت: المجلس الوطني للثقافة والفنون والآداب، OCLC:709524572، QID:Q112865600
16. ↑  محمود عبد الفضيل (1 أبريل 1979)، النفط والمشكلات المعاصرة للتنمية العربية، عالم المعرفة (16)، مدينة الكويت: المجلس الوطني للثقافة والفنون والآداب، OCLC:655766906، QID:Q112872404
17. ↑  رؤوف وصفي (1 مايو 1979)، الكون والثقوب السوداء، عالم المعرفة (17)، ترجمة: علي أحمد محمود، مراجعة: زهير الكرمي، مدينة الكويت: المجلس الوطني للثقافة والفنون والآداب، OCLC:34241019، QID:Q112876444
18. ↑  مولوين مرشنت؛ كليفورد ليتش (1 يونيو 1979)، الكوميديا والتراجيديا، عالم المعرفة (18)، ترجمة: علي أحمد محمود، مراجعة: شوقي السكري، علي الراعي، مدينة الكويت: المجلس الوطني للثقافة والفنون والآداب، OCLC:33966052، QID:Q112892991
19. ↑  سعد أردش (1 يوليو 1979)، ‏المخرج في المسرح المعاصر، عالم المعرفة (19)، مدينة الكويت: المجلس الوطني للثقافة والفنون والآداب، OCLC:16111584، QID:Q112913211
20. ↑  روبرت ثاولس (1 أغسطس 1979)، التفكير المستقيم والتفكير الأعوج، عالم المعرفة (20)، ترجمة: حسن الكرمي، مراجعة: صدقي حطاب، مدينة الكويت: المجلس الوطني للثقافة والفنون والآداب، OCLC:54672078، QID:Q112921603
21. ↑  محمد علي الفرا (1 سبتمبر 1979)، مشكلة إنتاج الغذاء في الوطن العربي، عالم المعرفة (21)، مدينة الكويت: المجلس الوطني للثقافة والفنون والآداب، OCLC:609489566، QID:Q112969310
22. ↑  رشيد الحمد؛ محمد سعيد صباريني (1 أكتوبر 1979)، البيئة ومشكلاتها، عالم المعرفة (22)، مدينة الكويت: المجلس الوطني للثقافة والفنون والآداب، OCLC:917408150، QID:Q112973084
23. ↑  عبد السلام الترمانيني (1 نوفمبر 1979)، الرق ماضيه وحاضره، عالم المعرفة (23)، مدينة الكويت: المجلس الوطني للثقافة والفنون والآداب، OCLC:652397475، QID:Q113000849
24. ↑  حسن أحمد عيسى (1 ديسمبر 1979)، الإبداع في الفن والعلم، عالم المعرفة (24)، الكويت: المجلس الوطني للثقافة والفنون والآداب، OCLC:1055994816، QID:Q113111162
25. ↑  علي الراعي (1 يناير 1980)، المسرح في الوطن العربي، عالم المعرفة (25) (ط. 1)، مدينة الكويت: المجلس الوطني للثقافة والفنون والآداب، OCLC:12622334، QID:Q113141332
26. ↑  عواطف عبد الرحمن (1 فبراير 1980)، مصر وفلسطين، عالم المعرفة (26)، الكويت: المجلس الوطني للثقافة والفنون والآداب، OCLC:917406370، QID:Q113158622
27. ↑  عبد الستار إبراهيم (1 مارس 1980)، العلاج النفسي الحديث: قوة للإنسان، عالم المعرفة (27)، مدينة الكويت: المجلس الوطني للثقافة والفنون والآداب، OCLC:965940208، QID:Q113204223
28. ↑  بيتير كات لويد (1 أبريل 1980)، أفريقيا في عصر التحول الاجتماعي، عالم المعرفة (28)، ترجمة: شوقي جلال، مدينة الكويت: المجلس الوطني للثقافة والفنون والآداب، OCLC:122778509، QID:Q113308229
29. ↑  محمد عمارة (1 مايو 1980)، العرب والتحدي، عالم المعرفة (29)، مدينة الكويت: المجلس الوطني للثقافة والفنون والآداب، OCLC:17046060، QID:Q113328974
30. ↑  عزت عبد الرحيم قرني (1 يونيو 1980)، العدالة والحرية في فجر النهضة العربية الحديثة، عالم المعرفة (30)، مدينة الكويت: المجلس الوطني للثقافة والفنون والآداب، OCLC:17531202، QID:Q113341462
31. ↑  محمد زكريا عناني (1 يوليو 1980)، الموشحات الأندلسية، عالم المعرفة (31)، مدينة الكويت: المجلس الوطني للثقافة والفنون والآداب، OCLC:914503649، QID:Q113360497
32. ↑  بورهوس فريدريك سكينر (1 أغسطس 1980)، تكنولوجيا السلوك الإنساني، عالم المعرفة (32)، ترجمة: عبد القادر يوسف، مراجعة: محمد رجا الدريني، مدينة الكويت: المجلس الوطني للثقافة والفنون والآداب، OCLC:45856611، QID:Q113360998
33. ↑  محمد فتحي عوض الله (1 سبتمبر 1980)، الإنسان والثروات المعدنية، عالم المعرفة (33)، مدينة الكويت: المجلس الوطني للثقافة والفنون والآداب، OCLC:17028914، QID:Q113368696
34. ↑  محمد عبد الغني سعودي (1 أكتوبر 1980). "قضايا إفريقيا". عالم المعرفة. عالم المعرفة (34). مدينة الكويت: المجلس الوطني للثقافة والفنون والآداب. OCLC:701271136. QID:Q113375980.
35. ↑  محمد جابر الأنصاري (1 نوفمبر 1980)، تحولات الفكر والسياسة في الشرق العربي 1930-1970، عالم المعرفة (35)، مدينة الكويت: المجلس الوطني للثقافة والفنون والآداب، OCLC:17026273، QID:Q113389214
36. ↑  محمد حسن عبد الله (1 ديسمبر 1980)، الحب في التراث العربي، عالم المعرفة (36)، مدينة الكويت: المجلس الوطني للثقافة والفنون والآداب، OCLC:654659154، QID:Q113408100
37. ↑  حسين مؤنس (1 يناير 1981)، المساجد، عالم المعرفة (37)، مدينة الكويت: المجلس الوطني للثقافة والفنون والآداب، OCLC:22152734، QID:Q113434989
38. ↑  سعود يوسف عياش (1 فبراير 1981)، تكنولوجيا الطاقة البديلة، عالم المعرفة (38)، مدينة الكويت: المجلس الوطني للثقافة والفنون والآداب، OCLC:30477939، QID:Q113457155
39. ↑  جاكوب برونوفسكي (1 مارس 1981)، ارتقاء الإنسان، عالم المعرفة (39)، ترجمة: موفق شخاشيرو، مراجعة: زهير الكرمي، مدينة الكويت: المجلس الوطني للثقافة والفنون والآداب، OCLC:654246021، QID:Q113470400
40. ↑  مكارم الغمري (1 أبريل 1981)، ‏الرواية الروسية في القرن التاسع عشر، عالم المعرفة (40)، مدينة الكويت: المجلس الوطني للثقافة والفنون والآداب، OCLC:654586321، QID:Q113482113
41. ↑  عبده بدوي (1 مايو 1981)، الشعر في السودان، عالم المعرفة (41)، مدينة الكويت: المجلس الوطني للثقافة والفنون والآداب، OCLC:33161074، QID:Q113611170
42. ↑  علي خليفة الكواري (1 يونيو 1981)، دور المشروعات العامة في التنمية الاقتصادية: مدخل إلى دراسة كفاءة أداء المشروعات العامة في أقطار الجزيرة العربية المنتجة للنفط، عالم المعرفة (42)، مدينة الكويت: المجلس الوطني للثقافة والفنون والآداب، OCLC:32297818، QID:Q113612501
43. ↑  فهمي هويدي (1 يوليو 1981)، الإسلام في الصين، عالم المعرفة (43)، مدينة الكويت: المجلس الوطني للثقافة والفنون والآداب، OCLC:22107814، QID:Q113636134
44. ↑  عبد الباسط عبد المعطي (1 أغسطس 1981)، اتجاهات نظرية في علم الاجتماع، عالم المعرفة (44)، مدينة الكويت: المجلس الوطني للثقافة والفنون والآداب، OCLC:17041205، QID:Q114032370
45. ↑  محمد رجب النجار (1 سبتمبر 1981)، الشطار والعيارين حكايات في التراث العربي، عالم المعرفة (45)، مدينة الكويت: المجلس الوطني للثقافة والفنون والآداب، OCLC:914503918، QID:Q115562252
46. ↑  يوسف السيسي (1 أكتوبر 1981). "دعوة إلى الموسيقى". عالم المعرفة. عالم المعرفة (46). مدينة الكويت: المجلس الوطني للثقافة والفنون والآداب. OCLC:12599469. QID:Q115575538.
47. ↑  دينيس لويد (1 نوفمبر 1981)، فكرة القانون، عالم المعرفة (47)، ترجمة: سليم الصويص، مراجعة: سليم بسيسو، مدينة الكويت: المجلس الوطني للثقافة والفنون والآداب، OCLC:33978109، QID:Q115590005
48. ↑  عبد المحسن صالح (1 ديسمبر 1981)، التنبؤ العلمي ومستقبل الانسان، عالم المعرفة (48)، مدينة الكويت: المجلس الوطني للثقافة والفنون والآداب، OCLC:123274231، QID:Q115604884
49. ↑  صلاح الدين حافظ (1 يناير 1982)، صراع القوى العظمى حول القرن الإفريقي، عالم المعرفة (49)، مدينة الكويت: المجلس الوطني للثقافة والفنون والآداب، OCLC:9689287، QID:Q115616704
50. ↑  محمد السيد عبد السلام (1 فبراير 1982)، التكنولوجيا الحديثة والتنمية الزراعية في الوطن العربي، عالم المعرفة (50)، مدينة الكويت: المجلس الوطني للثقافة والفنون والآداب، OCLC:9775438، QID:Q115624441
51. ↑  جان الكسان (1 مارس 1982)، السينما في الوطن العربي، عالم المعرفة (51)، مدينة الكويت: المجلس الوطني للثقافة والفنون والآداب، OCLC:38959981، QID:Q115639877
52. ↑  محمد غانم الرميحي (1 أبريل 1982)، النفط والعلاقات الدولية: وجهة نظر عربية، عالم المعرفة (52)، مدينة الكويت: المجلس الوطني للثقافة والفنون والآداب، OCLC:10559656، QID:Q115650860
53. ↑  آشلي مونتاغيو، المحرر (1 مايو 1982)، البدائية، عالم المعرفة (53)، ترجمة: محمد عصفور، مدينة الكويت: المجلس الوطني للثقافة والفنون والآداب، OCLC:62490013، QID:Q115670038
54. ↑  جليل أبو الحب (1 يونيو 1982)، الحشرات الناقلة للأمراض، عالم المعرفة (54)، مدينة الكويت: المجلس الوطني للثقافة والفنون والآداب، OCLC:13394906، QID:Q115683584
55. ↑  هيرمان كان؛ جون وليام براون؛ ليون مارتل (1 يوليو 1982)، العلم بعد مائتي عام الثورة العلمية التكنولوجية خلال القرنين القادمين، عالم المعرفة (55)، ترجمة: شوقي جلال، مدينة الكويت: المجلس الوطني للثقافة والفنون والآداب، OCLC:54672074، QID:Q115690762
56. ↑  عادل دمرداش (1 أغسطس 1982)، الإدمان مظاهره وعلاجه، عالم المعرفة (56)، مدينة الكويت: المجلس الوطني للثقافة والفنون والآداب، OCLC:17093535، QID:Q115698368
57. ↑  أسامة عبد الرحمن (1 سبتمبر 1982)، البيروقراطية النفطية ومعضلة التنمية: مدخل إلى دراسة إدارة التنمية في دول الجزيرة العربية المنتجة للنفط، عالم المعرفة (57)، مدينة الكويت: المجلس الوطني للثقافة والفنون والآداب، OCLC:10207785، QID:Q115715146
58. ↑  جون ماكوري (1 أكتوبر 1982)، الوجودية، عالم المعرفة (58)، ترجمة: إمام عبد الفتاح إمام، مراجعة: فؤاد زكريا، مدينة الكويت: المجلس الوطني للثقافة والفنون والآداب، OCLC:38019198، QID:Q115731301
59. ↑  أنطونيوس كرم (1 نوفمبر 1982)، العرب أمام تحديات التكنولوجيا، عالم المعرفة (59)، مدينة الكويت: المجلس الوطني للثقافة والفنون والآداب، OCLC:11397482، QID:Q115747068
60. ↑  عبد الوهاب المسيري (1 ديسمبر 1982)، الأيديولوجية الصهيونية: دراسة حالة في علم اجتماع المعرفة، عالم المعرفة (60)، مدينة الكويت: المجلس الوطني للثقافة والفنون والآداب، ج. 1، OCLC:10276243، QID:Q115776390
61. ↑  عبد الوهاب المسيري (1 يناير 1983)، الأيديولوجية الصهيونية (القسم الثاني): دراسة حالة في علم اجتماع المعرفة، عالم المعرفة (61)، مدينة الكويت: المجلس الوطني للثقافة والفنون والآداب، ج. 2، OCLC:1136067093، QID:Q115776473
62. ↑  بيرتراند راسل (1 فبراير 1983)، حكمة الغرب: عرض تاريخي للفلسفة الغربية في إطارها الاجتماعي والسياسي، عالم المعرفة (62)، ترجمة: فؤاد زكريا (ط. 1)، مدينة الكويت: المجلس الوطني للثقافة والفنون والآداب، ج. 1، OCLC:949579870، QID:Q115788287
63. ↑  عبد الهادي النجار (1 مارس 1983)، الإسلام والاقتصاد: دراسة في المنظور الإسلامي لأبرز القضايا الاقتصادية والاجتماعية المعاصرة، عالم المعرفة (63)، مدينة الكويت: المجلس الوطني للثقافة والفنون والآداب، OCLC:10998136، QID:Q115798203
64. ↑  فرانسيس مور لابيه؛ حوزيف كولينز (1 أبريل 1983)، صناعة الجوع: خرافة الندرة، عالم المعرفة (64)، ترجمة: أحمد حسان، مدينة الكويت: المجلس الوطني للثقافة والفنون والآداب، OCLC:23749072، QID:Q41796314
65. ↑  عبد العزيز بن عبد الجليل (1 مايو 1983)، مدخل إلى تاريخ الموسيقا المغربية، عالم المعرفة (65)، مدينة الكويت: المجلس الوطني للثقافة والفنون والآداب، OCLC:15285264، QID:Q115860562
66. ↑  سامي مكي العاني (1 يونيو 1983)، الإسلام والشعر، عالم المعرفة (66)، مدينة الكويت: المجلس الوطني للثقافة والفنون والآداب، OCLC:1130224524، QID:Q115864599
67. ↑  بيتر فارب (1 يوليو 1983)، بنو الإنسان، عالم المعرفة (67)، ترجمة: زهير الكرمي، مدينة الكويت: المجلس الوطني للثقافة والفنون والآداب، OCLC:61539922، QID:Q115869004
68. ↑  محمد موفاكو (1 أغسطس 1983)، الثقافة الألبانية في الأبجدية العربية، عالم المعرفة (68)، مدينة الكويت: المجلس الوطني للثقافة والفنون والآداب، OCLC:1020078524، QID:Q115902523
69. ↑  عبد الله العمر (1 سبتمبر 1983)، ظاهرة العلم الحديث: دراسة تحليلية وتاريخية، عالم المعرفة (69)، مدينة الكويت: المجلس الوطني للثقافة والفنون والآداب، OCLC:10755007، QID:Q115914112
70. ↑  جورج غازدا؛ رايموند كورسيني (1 أكتوبر 1983)، عطية محمود هنا (المحرر)، نظريات التعلم: دراسة مقارنة، عالم المعرفة (70)، ترجمة: علي حسين حجاج، مدينة الكويت: المجلس الوطني للثقافة والفنون والآداب، OCLC:35255615، QID:Q115923296
71. ↑  عبد المالك التميمي (1 نوفمبر 1983)، الاستيطان الأجنبي في الوطن العربي: المغرب العربي - فلسطين - الخليج العربي دراسة تاريخية مقارنة، عالم المعرفة (71)، مدينة الكويت: المجلس الوطني للثقافة والفنون والآداب، OCLC:16753541، QID:Q115929512
72. ↑  بيرتراند راسل (1 ديسمبر 1983)، حكمة الغرب: عرض تاريخي للفلسفة الغربية في إطارها الاجتماعي والسياسي، عالم المعرفة (72)، ترجمة: فؤاد زكريا (ط. 1)، مدينة الكويت: المجلس الوطني للثقافة والفنون والآداب، ج. 2، OCLC:957336010، QID:Q115788357
73. ↑  مجيد مسعود (1 يناير 1984)، التخطيط للتقدم الاقتصادي والاجتماعي، عالم المعرفة (73)، مدينة الكويت: المجلس الوطني للثقافة والفنون والآداب، OCLC:917412907، QID:Q115949932
74. ↑  أمين محمود (1 فبراير 1984)، مشاريع الاستيطان اليهودي منذ قيام الثورة الفرنسية حتى نهاية الحرب العالمية الأولى، عالم المعرفة (74)، مدينة الكويت: المجلس الوطني للثقافة والفنون والآداب، OCLC:776135818، QID:Q115950211
75. ↑  محمد نبهان سويلم (1 مارس 1984)، التصوير والحياة، عالم المعرفة (75)، مدينة الكويت: المجلس الوطني للثقافة والفنون والآداب، OCLC:776139722، QID:Q115996185
76. ↑  جاك شورون (1 أبريل 1984)، الموت في الفكر الغربي، عالم المعرفة (76)، ترجمة: كامل يوسف حسين، مراجعة: إمام عبد الفتاح إمام، مدينة الكويت: المجلس الوطني للثقافة والفنون والآداب، OCLC:776138772، QID:Q115997466
77. ↑  أحمد عتمان (1 مايو 1984)، الشعر الإغريقي: تراثاً إنسانياً وعالمياً، عالم المعرفة (77)، مدينة الكويت: المجلس الوطني للثقافة والفنون والآداب، OCLC:12188362، QID:Q116025095
78. ↑  عواطف عبد الرحمن (1 يونيو 1984)، قضايا التبعية الإعلامية والثقافية في العالم الثالث، عالم المعرفة (78)، مدينة الكويت: المجلس الوطني للثقافة والفنون والآداب، OCLC:16868958، QID:Q116033380
79. ↑  محمد أحمد خلف الله (1 يوليو 1984)، مفاهيم قرآنية، عالم المعرفة (79)، مدينة الكويت: المجلس الوطني للثقافة والفنون والآداب، OCLC:934433407، QID:Q116046345
80. ↑  عبد السلام الترمانيني (1 أغسطس 1984)، الزواج عند العرب في الجاهلية والإسلام، عالم المعرفة (80)، مدينة الكويت: المجلس الوطني للثقافة والفنون والآداب، OCLC:14358130، QID:Q116056892
81. ↑  جمال الدين سيد محمد (1 سبتمبر 1984)، الأدب اليوغسلافي المعاصر، عالم المعرفة (81)، مدينة الكويت: المجلس الوطني للثقافة والفنون والآداب، OCLC:16680863، QID:Q116133570
82. ↑  كرين برينتون (1 أكتوبر 1984)، تشكيل العقل الحديث، عالم المعرفة (82)، ترجمة: شوقي جلال، مراجعة: صدقي حطاب، مدينة الكويت: المجلس الوطني للثقافة والفنون والآداب، OCLC:23487760، QID:Q116153440
83. ↑  سعيد محمد الحفار (1 نوفمبر 1984)، البيولوجيا ومصير الإنسان، عالم المعرفة (83)، مدينة الكويت: المجلس الوطني للثقافة والفنون والآداب، OCLC:776138775، QID:Q116174998
84. ↑  رمزي زكي (1 ديسمبر 1984)، المشكلة السكانية وخرافة المالتوسية الجديدة، عالم المعرفة (84)، مدينة الكويت: المجلس الوطني للثقافة والفنون والآداب، OCLC:12804113، QID:Q116175060
85. ↑  بدرية عبد الله العوضي (1 يناير 1985)، دول مجلس التعاون الخليجي ومستويات العمل الدولية، عالم المعرفة (85)، مدينة الكويت: المجلس الوطني للثقافة والفنون والآداب، OCLC:16129157، QID:Q116186025
86. ↑  عبد الستار إبراهيم (1 فبراير 1985)، الإنسان وعلم النفس، عالم المعرفة (86)، مدينة الكويت: المجلس الوطني للثقافة والفنون والآداب، OCLC:23505313، QID:Q116201038
87. ↑  توفيق الطويل (1 مارس 1985)، في تراثنا العربي الإسلامي، عالم المعرفة (87)، مدينة الكويت: المجلس الوطني للثقافة والفنون والآداب، OCLC:14270420، QID:Q116201058
88. ↑  جون بوستجيت (1 أبريل 1985)، الميكروبات والإنسان، عالم المعرفة (88)، ترجمة: عزت شعلان، مراجعة: عبد الرزاق العدواني، سمير رضوان، مدينة الكويت: المجلس الوطني للثقافة والفنون والآداب، OCLC:776143429، QID:Q116222045
89. ↑  محمد عمارة (1 مايو 1985)، الإسلام وحقوق الإنسان، عالم المعرفة (89)، مدينة الكويت: المجلس الوطني للثقافة والفنون والآداب، OCLC:23510312، QID:Q116167205
90. ↑  كافين رايلي (1 يونيو 1985)، الغرب والعالم: تاريخ الحضارة من خلال موضوعات، عالم المعرفة (90)، ترجمة: عبد الوهاب المسيري؛ هدى عبد السميع حجازي، مراجعة: فؤاد زكريا، مدينة الكويت: المجلس الوطني للثقافة والفنون والآداب، ج. 1، OCLC:4770576861، QID:Q116236843
91. ↑  عبد العزيز عبد الله الجلال (1 يوليو 1985)، تربية اليسر وتخلف التنمية: مدخل إلى دراسة النظام التربوي في أقطار الجزيرة العربية المنتجة للنفط، عالم المعرفة (91)، مدينة الكويت: المجلس الوطني للثقافة والفنون والآداب، OCLC:29053024، QID:Q116254842
92. ↑  جون جي تايلور (1 أغسطس 1985). "عقول المستقبل". عالم المعرفة. عالم المعرفة (92). ترجمة: لطفي فطيم. مدينة الكويت: المجلس الوطني للثقافة والفنون والآداب ع. 92. OCLC:956969191. QID:Q116285073.
93. ↑  أحمد مدحت إسلام (1 سبتمبر 1985)، لغة الكيمياء عند الكائنات الحية، عالم المعرفة (93)، مدينة الكويت: المجلس الوطني للثقافة والفنون والآداب، OCLC:18223178، QID:Q116263551
94. ↑  مصطفى المصمودي (1 أكتوبر 1985)، النظام الإعلامي الجديد، عالم المعرفة (94)، مدينة الكويت: المجلس الوطني للثقافة والفنون والآداب، OCLC:23483620، QID:Q116311979
95. ↑  فؤاد زكريا (1 ديسمبر 2022). التفكير العلمي. عالم المعرفة (501) (ط. 2). مدينة الكويت: المجلس الوطني للثقافة والفنون والآداب. ص. 283. ISBN:978-99906-0-727-7. QID:Q116201743.
96. ↑  أنور عبد الملك (1 نوفمبر 1985)، تغيير العالم، عالم المعرفة (95)، المجلس الوطني للثقافة والفنون والآداب، OCLC:28295124، QID:Q116447640
97. ↑  ريجينا الشريف (1 ديسمبر 1985)، الصهيونية غير اليهودية: جذورها في التاريخ الغربي، عالم المعرفة (96)، ترجمة: أحمد عبد الله عبد العزيز، مدينة الكويت: المجلس الوطني للثقافة والفنون والآداب، OCLC:20260253، QID:Q116454984
98. ↑  كافين رايلي (1 يناير 1986)، الغرب والعالم: تاريخ الحضارة من خلال موضوعات، عالم المعرفة (97)، ترجمة: عبد الوهاب المسيري؛ هدى عبد السميع حجازي، مراجعة: فؤاد زكريا، مدينة الكويت: المجلس الوطني للثقافة والفنون والآداب، ج. 2، OCLC:4771098086، QID:Q116236866
99. ↑  حسين فهيم (1 فبراير 1986)، قصة الأنثروبولوجيا: فصول في تاريخ علم الإنسان، عالم المعرفة (98)، الكويت: المجلس الوطني للثقافة والفنون والآداب، OCLC:643986059، QID:Q112840916
100. ↑  محمد عماد الدين إسماعيل (1 مارس 1986)، الأطفال مرآة المجتمع: النمو النفسي الإجتماعي للطفل في سنواته التكوينية، عالم المعرفة (99)، مدينة الكويت: المجلس الوطني للثقافة والفنون والآداب، OCLC:30497659، QID:Q116504853
101. ↑  محمد علي الربيعي (1 أبريل 1986)، الوراثة والإنسان: أساسيات الوراثة البشرية والطبية، عالم المعرفة (100)، مدينة الكويت: المجلس الوطني للثقافة والفنون والآداب، OCLC:56913625، QID:Q116504888
102. ↑  شاكر مصطفى (1 مايو 1986)، الأدب في البرازيل، عالم المعرفة (101)، مدينة الكويت: المجلس الوطني للثقافة والفنون والآداب، OCLC:23495842، QID:Q116540694
103. ↑  رشاد عبد الله الشامي (1 يونيو 1986)، الشخصية اليهودية الإسرائيلية والروح العدوانية، عالم المعرفة (102)، مدينة الكويت: المجلس الوطني للثقافة والفنون والآداب، OCLC:16132141، QID:Q116600638
104. ↑  محمد توفيق صادق (1 يوليو 1986)، التنمية في دول مجلس التعاون: دروس السبعينات وآفاق المستقبل، عالم المعرفة (103)، مدينة الكويت: المجلس الوطني للثقافة والفنون والآداب، OCLC:23505405، QID:Q116621791
105. ↑  جاك لوب (1 أغسطس 1986)، العالم الثالث وتحديات البقاء، عالم المعرفة (104)، ترجمة: أحمد فؤاد بلبع، مدينة الكويت: المجلس الوطني للثقافة والفنون والآداب، OCLC:23519250، QID:Q116668443
106. ↑  إبراهيم عبد الله غلوم (1 سبتمبر 1986)، المسرح والتغير الاجتماعي في الخليج العربي: دراسة في سوسيولوجيا التجربة المسرحية في الكويت والبحرين، عالم المعرفة (105)، مدينة الكويت: المجلس الوطني للثقافة والفنون والآداب، OCLC:917369390، QID:Q116685205
107. ↑  هربرت شيللر (1 أكتوبر 1986)، المتلاعبون بالعقول، عالم المعرفة (106)، ترجمة: عبد السلام رضوان، مدينة الكويت: المجلس الوطني للثقافة والفنون والآداب، OCLC:776145956، QID:Q116690379
108. ↑  محمد السيد سعيد (1 نوفمبر 1986)، الشركات عابرة القومية ومستقبل الظاهرة القومية، عالم المعرفة (107)، مدينة الكويت: المجلس الوطني للثقافة والفنون والآداب، OCLC:18561870، QID:Q116698319
109. ↑  جورج غازدا؛ رايموند كورسيني (1 ديسمبر 1986)، نظريات التعلم: دراسة مقارنة، عالم المعرفة (108)، ترجمة: علي حسين حجاج، مراجعة: عطية محمود هنا، مدينة الكويت: المجلس الوطني للثقافة والفنون والآداب، OCLC:55236574، QID:Q116726153
110. ↑  شاكر عبد الحميد (1 يناير 1987). "العملية الإبداعية: في فن التصوير". عالم المعرفة. عالم المعرفة (109). مدينة الكويت ع. 109. OCLC:30499201. QID:Q116733158.
111. ↑  رينيه فيليك (1 فبراير 1987). "مفاهيم نقدية". عالم المعرفة. عالم المعرفة (110). ترجمة: محمد عصفور. مدينة الكويت ع. 110. OCLC:34457363. QID:Q116753555.
112. ↑  أحمد محمد عبد الخالق (1 مارس 1987)، قلق الموت، عالم المعرفة (111)، مدينة الكويت: المجلس الوطني للثقافة والفنون والآداب، OCLC:776145958، QID:Q116739929
113. ↑  جون ب. ديكنسون (1 أبريل 1987)، العلم والمشتغلون بالبحث العلمي في المجتمع الحديث، عالم المعرفة (112)، مدينة الكويت: المجلس الوطني للثقافة والفنون والآداب، OCLC:776145959، QID:Q116766837
114. ↑  سعيد إسماعيل علي (1 مايو 1987). "الفكر التربوي العربي الحديث". عالم المعرفة. عالم المعرفة (113). مدينة الكويت: المجلس الوطني للثقافة والفنون والآداب ع. 113. OCLC:776145948. QID:Q116762336.
115. ↑  زلاتكا شبورير (1 يونيو 1987)، الرياضيات في حياتنا، عالم المعرفة (114)، ترجمة: فاطمة عبد القادر المما، مدينة الكويت: المجلس الوطني للثقافة والفنون والآداب، OCLC:957295003، QID:Q116781580
116. ↑  معن زيادة (1 يوليو 1987)، معالم على طريق تحديث الفكر العربي، عالم المعرفة (115)، مدينة الكويت: المجلس الوطني للثقافة والفنون والآداب، OCLC:17275562، QID:Q116773857
117. ↑  سيزار فرنانديز (1 أغسطس 1987)، أدب أمريكا اللاتينية: قضايا ومشكلات، عالم المعرفة (116)، ترجمة: أحمد حسان، مراجعة: شاكر مصطفى، مدينة الكويت: المجلس الوطني للثقافة والفنون والآداب، OCLC:776285009، QID:Q116786398
118. ↑  أسامة الغزالي حرب (1 سبتمبر 1987)، الأحزاب السياسية في العالم الثالث، عالم المعرفة (117)، مدينة الكويت: المجلس الوطني للثقافة والفنون والآداب، OCLC:21268521، QID:Q116795264
119. ↑  رمزي زكي (1 أكتوبر 1987)، التاريخ النقدي للتخلف: دراسة في أثر نظام النقد الدولي على التكون التاريخي للتخلف في دول العالم الثالث، عالم المعرفة (118)، مدينة الكويت: المجلس الوطني للثقافة والفنون والآداب، OCLC:977691549، QID:Q116812528
120. ↑  عبد الغفار مكاوي (1 نوفمبر 1987)، قصيدة وصورة: الشعر والتصوير عبر العصور، عالم المعرفة (119)، مدينة الكويت: المجلس الوطني للثقافة والفنون والآداب، OCLC:33820030، QID:Q116821076
121. ↑  سوزانا ميلر (1 ديسمبر 1987)، سيكولوجية اللعب، عالم المعرفة (120)، ترجمة: حسن أحمد عيسى، مراجعة: محمد عماد الدين إسماعيل، مدينة الكويت: المجلس الوطني للثقافة والفنون والآداب، OCLC:60508195، QID:Q116842728
122. ↑  رياض رمضان العلمي (1 يناير 1988)، الدواء من فجر التاريخ إلى اليوم، عالم المعرفة (121)، مدينة الكويت: المجلس الوطني للثقافة والفنون والآداب، OCLC:20798322، QID:Q116855347
123. ↑  سيزار فرنانديز (1 فبراير 1988)، أدب أمريكا اللاتينية، عالم المعرفة (122)، ترجمة: أحمد حسان، مراجعة: شاكر مصطفى، مدينة الكويت: المجلس الوطني للثقافة والفنون والآداب، OCLC:56731662، QID:Q116871542
124. ↑  هادي نعمان الهيتي (1 مارس 1988)، ثقاقة الأطفال، عالم المعرفة (123)، مدينة الكويت: المجلس الوطني للثقافة والفنون والآداب، OCLC:30494688، QID:Q116858868
125. ↑  دافيد شيهان (1 أبريل 1988)، مرض القلق، عالم المعرفة (124)، ترجمة: عزت شعلان، مراجعة: أحمد عبد العزيز سلامة، مدينة الكويت: المجلس الوطني للثقافة والفنون والآداب، OCLC:957353902، QID:Q116907689
126. ↑  فرنسيس كريك (1 مايو 1988)، طبيعة الحياة، عالم المعرفة (125)، ترجمة: أحمد مستجير، مراجعة: عبد الحافظ حلمي محمد، مدينة الكويت: المجلس الوطني للثقافة والفنون والآداب، OCLC:893558036، QID:Q116918315
127. ↑  نايف خرما؛ علي حجاج (1 يونيو 1988)، اللغات الأجنبية: تعليمها وتعلمها، عالم المعرفة (126)، مدينة الكويت: المجلس الوطني للثقافة والفنون والآداب، OCLC:34433677، QID:Q116984204
128. ↑  إسماعيل إبراهيم الشيخ درة (1 يوليو 1988)، اقتصاديات الإسكان، عالم المعرفة (127)، مدينة الكويت: المجلس الوطني للثقافة والفنون والآداب، OCLC:30494400، QID:Q116997272
129. ↑  محمد عبد الستار عثمان (1 أغسطس 1988)، المدينة الإسلامية، عالم المعرفة (128)، مدينة الكويت: المجلس الوطني للثقافة والفنون والآداب، OCLC:21652520، QID:Q117009958
130. ↑  عبد العزيز بن عبد الجليل (1 سبتمبر 1988)، الموسيقا الأندلسية المغربية: فنون الأداء، عالم المعرفة (129)، مدينة الكويت: المجلس الوطني للثقافة والفنون والآداب، OCLC:21782549، QID:Q117026180
131. ↑  زولت هارسنياي؛ ريتشارد هتون (1 أكتوبر 1988)، التنبؤ الوراثي، عالم المعرفة (130)، ترجمة: مصطفى إبراهيم فهمي، مراجعة: مختار الظواهري، مدينة الكويت: المجلس الوطني للثقافة والفنون والآداب، OCLC:1025990604، QID:Q117051262
132. ↑  أحمد سليم سعيدان (1 نوفمبر 1988)، مقدمة لتاريخ الفكر العلمي في الإسلام، عالم المعرفة (131)، مدينة الكويت: المجلس الوطني للثقافة والفنون والآداب، OCLC:23210797، QID:Q117037952
133. ↑  والتر رودني (1 ديسمبر 1988)، أوروبا والتخلف في أفريقيا، عالم المعرفة (132)، ترجمة: أحمد القصير، مراجعة: إبراهيم عثمان، مدينة الكويت: المجلس الوطني للثقافة والفنون والآداب، OCLC:60497925، QID:Q117072361
134. ↑  عبد الخالق عبد الله (1 يناير 1989)، العالم المعاصر والصراعات الدولية، عالم المعرفة (133)، مدينة الكويت: المجلس الوطني للثقافة والفنون والآداب، OCLC:1136129318، QID:Q117083498
135. ↑  روبرت م. أغروس؛ جورج ن. ستانسيو (1 فبراير 1989)، العلم في منظوره الجديد، عالم المعرفة (134)، ترجمة: كمال خلايلي، مدينة الكويت: المجلس الوطني للثقافة والفنون والآداب، OCLC:43061324، QID:Q117166952
136. ↑  حسن نافعة (1 مارس 1989)، العرب واليونسكو، عالم المعرفة (135)، مدينة الكويت: المجلس الوطني للثقافة والفنون والآداب، OCLC:21924559، QID:Q117188581
137. ↑  إدوين رايشاوير (1 أبريل 1989)، اليابانيون، عالم المعرفة (136)، ترجمة: ليلى الجبالي، مراجعة: شوقي جلال، مدينة الكويت: المجلس الوطني للثقافة والفنون والآداب، OCLC:74815677، QID:Q117228157
138. ↑  معتز سيد عبد الله (1 مايو 1989)، الاتجاهات التعصبية، عالم المعرفة (137)، مدينة الكويت: المجلس الوطني للثقافة والفنون والآداب، OCLC:776358044، QID:Q117246744
139. ↑  حسين محمد فهيم (1 يونيو 1989)، أدب الرحلات، عالم المعرفة (138)، مدينة الكويت: المجلس الوطني للثقافة والفنون والآداب، OCLC:26957456، QID:Q117266323
140. ↑  عبد الله عبد الرازق إبراهيم (1 يوليو 1989)، المسلمون والاستعمار الأوروبي لإفريقيا، عالم المعرفة (139)، مدينة الكويت: المجلس الوطني للثقافة والفنون والآداب، OCLC:776361997، QID:Q117280923
141. ↑  إريك فروم (1 أغسطس 1989)، الإنسان بين الجوهر والمظهر، عالم المعرفة (140)، ترجمة: سعد زهران، مراجعة: لطفي فطيم، مدينة الكويت: المجلس الوطني للثقافة والفنون والآداب، OCLC:959707135، QID:Q117348389
142. ↑  أحمد عتمان (1 سبتمبر 1989)، الأدب اللاتيني: ودوره الحضاري، عالم المعرفة (141)، مدينة الكويت: المجلس الوطني للثقافة والفنون والآداب، OCLC:957295041، QID:Q117304108
143. ↑  مستقبلنا المشترك، عالم المعرفة (142)، ترجمة: محمد كامل عارف، مراجعة: علي حسين حجاج، مدينة الكويت: المجلس الوطني للثقافة والفنون والآداب، 1 أكتوبر 1989، OCLC:1044673640، QID:Q117353780{{استشهاد}}:  صيانة الاستشهاد: آخرون (link)
144. ↑  محمد حسن عبد الله (1 نوفمبر 1989)، الريف في الرواية العربية، عالم المعرفة (143)، مدينة الكويت: المجلس الوطني للثقافة والفنون والآداب، OCLC:21290726، QID:Q117459818
145. ↑  ألكسندرو روشكا (1 ديسمبر 1989)، الإبداع العام والخاص، عالم المعرفة (145)، ترجمة: غسان عبد الحي أبو فخر، مدينة الكويت: المجلس الوطني للثقافة والفنون والآداب، OCLC:1025597005، QID:Q117466958
146. ↑  جمعة سيد يوسف (1 يناير 1990)، سيكولوجيا اللغة والمرض العقلي، عالم المعرفة (145)، مدينة الكويت: المجلس الوطني للثقافة والفنون والآداب، OCLC:1025697548، QID:Q117469491
147. ↑  غيورغي غاتشف (1 فبراير 1990)، الوعي والفن: دراسات في تاريخ الصورة الفنية، عالم المعرفة (146)، ترجمة: نوفل نيوف، مراجعة: سعد مصلوح، مدينة الكويت: المجلس الوطني للثقافة والفنون والآداب، OCLC:1025721474، QID:Q117548701
148. ↑  فؤاد مرسي (1 مارس 1990)، الرأسمالية تجدد نفسها، عالم المعرفة (147)، مدينة الكويت: المجلس الوطني للثقافة والفنون والآداب، OCLC:1025768826، QID:Q117479543
149. ↑  ستيفن روز؛ ليون كامن؛ ريتشارد ليونتن (1 أبريل 1990)، علم الأحياء والأيديولوجيا والطبيعة البشرية، عالم المعرفة (148)، ترجمة: مصطفى إبراهيم فهمي، مراجعة: محمد عصفور، مدينة الكويت: المجلس الوطني للثقافة والفنون والآداب، OCLC:959705503، QID:Q117664348
150. ↑  قاسم عبده قاسم (1 مايو 1990)، ماهية الحروب الصليبية، عالم المعرفة (149)، مدينة الكويت: المجلس الوطني للثقافة والفنون والآداب، OCLC:863847610، QID:Q117619420
151. ↑  حاجات الإنسان الأساسية في الوطن العربي: الجوانب البيئية والتكنولوجيات والسياسات، عالم المعرفة (150)، ترجمة: عبد السلام رضوان، مدينة الكويت: المجلس الوطني للثقافة والفنون والآداب، 1 يونيو 1990، OCLC:1025842285، QID:Q117732946
152. ↑  شوقي عبد القوي عثمان (1 يوليو 1990)، تجارة المحيط الهندي في عصر السيادة الإسلامية: 41 - 904 هـ - 661 - 1498 مـ، عالم المعرفة (151)، مدينة الكويت: المجلس الوطني للثقافة والفنون والآداب، OCLC:837477305، QID:Q117712819
153. ↑  أحمد مدحت إسلام (1 أغسطس 1990)، التلوث مشكلة العصر، عالم المعرفة (152)، مدينة الكويت: المجلس الوطني للثقافة والفنون والآداب، OCLC:863693319، QID:Q117768516
154. ↑  محمد حسن عبد الله (1 سبتمبر 1991)، الكويت والتنمية الثقافية العربية، عالم المعرفة (153)، مدينة الكويت: المجلس الوطني للثقافة والفنون والآداب، OCLC:30472794، QID:Q117800335
155. ↑  بيتر بروك (1 أكتوبر 1991)، النقطة المتحولة: أربعون عاما في استكشاف المسرح، عالم المعرفة (154)، ترجمة: فاروق عبد القادر، مدينة الكويت: المجلس الوطني للثقافة والفنون والآداب، OCLC:122817200، QID:Q117824569
156. ↑  مكارم الغمري (1 نوفمبر 1991)، مؤثرات عربية وإسلامية في الأدب الروسي، عالم المعرفة (155)، مدينة الكويت: المجلس الوطني للثقافة والفنون والآداب، OCLC:28860362، QID:Q117808610
157. ↑  سيلفانو أريتي (1 ديسمبر 1991)، الفصامي: كيف نفهمه ونساعده: دليل للأسرة وللأصدقاء، عالم المعرفة (156)، ترجمة: عاطف أحمد، مدينة الكويت: المجلس الوطني للثقافة والفنون والآداب، OCLC:122958300، QID:Q117846252
158. ↑  زينات بيطار (1 يناير 1992)، الاستشراق في الفن الرومانسي الفرنسي، عالم المعرفة (157)، مدينة الكويت: المجلس الوطني للثقافة والفنون والآداب، OCLC:40684051، QID:Q117861601
159. ↑  محمد السيد سعيد (1 فبراير 1992)، مستقبل النظام العربي بعد أزمة الخليج، عالم المعرفة (158)، مدينة الكويت: المجلس الوطني للثقافة والفنون والآداب، OCLC:1038585920، QID:Q117885683
160. ↑  كولن ولسن؛ جون جرانت، المحررون (1 مارس 1992)، فكرة الزمان عبر التاريخ، عالم المعرفة (159)، ترجمة: فؤاد كامل، مراجعة: شوقي جلال، مدينة الكويت: المجلس الوطني للثقافة والفنون والآداب، OCLC:122761510، QID:Q118278897
161. ↑  عبد اللطيف محمد خليفة (1 أبريل 1992)، ارتقاء القيم: دراسة نفسية، عالم المعرفة (160)، مدينة الكويت: المجلس الوطني للثقافة والفنون والآداب، OCLC:55633439، QID:Q118104956
162. ↑  فيليب عطية (1 مايو 1992)، أمراض الفقر: المشكلات الصحية في العالم الثالث، عالم المعرفة (161)، مدينة الكويت: المجلس الوطني للثقافة والفنون والآداب، OCLC:29700690، QID:Q118124591
163. ↑  سمحة الخولي (1 يونيو 1992)، القومية في موسيقا القرن العشرين، عالم المعرفة (162)، مدينة الكويت: المجلس الوطني للثقافة والفنون والآداب، OCLC:33994186، QID:Q118151348
164. ↑  ألكسندر بوربلي (1 يوليو 1992)، أسرار النوم، عالم المعرفة (163)، ترجمة: أحمد عبد العزيز سلامة، مدينة الكويت: المجلس الوطني للثقافة والفنون والآداب، OCLC:234779181، QID:Q118188041
165. ↑  صلاح فضل (1 أغسطس 1992)، بلاغة الخطاب وعلم النص، عالم المعرفة (164)، مدينة الكويت: المجلس الوطني للثقافة والفنون والآداب، OCLC:28996881، QID:Q118210224
166. ↑  إ. م. بوشنسكي (1 سبتمبر 1992). "الفلسفة المعاصرة في أوروبا". عالم المعرفة. عالم المعرفة (165). ترجمة: عزت قرني. مدينة الكويت: المجلس الوطني للثقافة والفنون والآداب ع. 165. OCLC:27260222. QID:Q118366473.
167. ↑  فايز قنطار (1 أكتوبر 1992)، الأمومة: نمو العلاقة بين الطفل والأم، عالم المعرفة (166)، مدينة الكويت: المجلس الوطني للثقافة والفنون والآداب، OCLC:33995002، QID:Q118390802
168. ↑  محمود المقداد (1 نوفمبر 1992)، تاريخ الدراسات العربية في فرنسا، عالم المعرفة (167)، مدينة الكويت: المجلس الوطني للثقافة والفنون والآداب، OCLC:29833811، QID:Q118402917
169. ↑  توماس كون (1 ديسمبر 1992)، بنية الثورات العلمية، عالم المعرفة (168)، ترجمة: شوقي جلال، مدينة الكويت: المجلس الوطني للثقافة والفنون والآداب، OCLC:957219139، QID:Q118444681
170. ↑  ألكسندر ستيبتشفيتش (1 يناير 1993)، تاريخ الكتاب، عالم المعرفة (169)، ترجمة: محمد م. الأرناؤوط، مدينة الكويت: المجلس الوطني للثقافة والفنون والآداب، ج. 1، OCLC:122838583، QID:Q118469113
171. ↑  ألكسندر ستيبتشفيتش (1 فبراير 1993)، تاريخ الكتاب، عالم المعرفة (170)، ترجمة: محمد م. الأرناؤوط، المجلس الوطني للثقافة والفنون والآداب، ج. 2، OCLC:893861709، QID:Q118498020
172. ↑  علي شلش (1 مارس 1993)، الأدب الأفريقي، عالم المعرفة (171)، مدينة الكويت: المجلس الوطني للثقافة والفنون والآداب، OCLC:61561382، QID:Q118523810
173. ↑  آلان بونيه (1 أبريل 1993)، الذكاء الاصطناعي: واقعه ومستقبله، عالم المعرفة (172)، ترجمة: علي صبري فرغلي، مدينة الكويت: المجلس الوطني للثقافة والفنون والآداب، OCLC:28635579، QID:Q118592107
174. ↑  جفري بارندر (1 مايو 1993)، المعتقدات الدينية لدى الشعوب، عالم المعرفة (173)، ترجمة: إمام عبد الفتاح إمام، مراجعة: عبد الغفار مكاوي، مدينة الكويت: المجلس الوطني للثقافة والفنون والآداب، OCLC:44181098، QID:Q118612532
175. ↑  ناهدة البقصمي (1 يونيو 1993)، الهندسة الوراثية والأخلاق، عالم المعرفة (175)، مدينة الكويت: المجلس الوطني للثقافة والفنون والآداب، OCLC:812424180، QID:Q118645619
176. ↑  مايكل أرجايل (1 يوليو 1993)، سيكولوجية السعادة، عالم المعرفة (175)، ترجمة: فيصل عبد القادر يونس، مراجعة: شوقي جلال، مدينة الكويت: المجلس الوطني للثقافة والفنون والآداب، OCLC:122778366، QID:Q118669612
177. ↑  دين كيث سايمنتن (1 أغسطس 1993)، العبقرية والإبداع والقيادة، عالم المعرفة (176)، ترجمة: شاكر عبد الحميد، مراجعة: محمد عصفور، مدينة الكويت: المجلس الوطني للثقافة والفنون والآداب، OCLC:957052943، QID:Q118720019
178. ↑  شكري محمد عياد (1 سبتمبر 1993)، المذاهب الأدبية والنقدية عند العرب والغربيين، عالم المعرفة (177)، مدينة الكويت: المجلس الوطني للثقافة والفنون والآداب، OCLC:61562627، QID:Q118733267
179. ↑  كارل ساغان (1 أكتوبر 1993)، الكون، عالم المعرفة (178)، ترجمة: نافع أيوب لبس، مراجعة: محمد كامل عارف، مدينة الكويت: المجلس الوطني للثقافة والفنون والآداب، OCLC:959830126، QID:Q118770121
180. ↑  أسامة سعد أبو سريع (1 نوفمبر 1993)، الصداقة من منظور علم النفس، عالم المعرفة (179)، مدينة الكويت: المجلس الوطني للثقافة والفنون والآداب، OCLC:950863924، QID:Q118823804
181. ↑  عبد الستار إبراهيم؛ عبد العزيز بن عبد الله الدخيل؛ رضوى إبراهيم (1 ديسمبر 1993)، العلاج السلوكي للطفل: أساليبه ونماذج من حالاته، عالم المعرفة (180)، مدينة الكويت: المجلس الوطني للثقافة والفنون والآداب، OCLC:957219253، QID:Q118868802
182. ↑  عبد الرحمن بدوي (1 يناير 1994)، الأدب الألماني في نصف قرن، عالم المعرفة (181)، مدينة الكويت: المجلس الوطني للثقافة والفنون والآداب، OCLC:812331470، QID:Q118904032
183. ↑  والتر ج. أونج (1 فبراير 1994)، الشفاهية والكتابية، عالم المعرفة (182)، ترجمة: حسن البنا عز الدين، مراجعة: محمد عصفور، مدينة الكويت: المجلس الوطني للثقافة والفنون والآداب، OCLC:957203154، QID:Q118978804
184. ↑  إمام عبد الفتاح إمام (1 مارس 1994)، الطاغية: دراسة فلسفية لصور من الاستبداد السياسي، عالم المعرفة (183)، مدينة الكويت: المجلس الوطني للثقافة والفنون والآداب، OCLC:933600343، QID:Q119057432
185. ↑  نبيل علي (1 أبريل 1994)، العرب وعصر المعلومات، عالم المعرفة (184)، مدينة الكويت: المجلس الوطني للثقافة والفنون والآداب، OCLC:34049610، QID:Q119092252
186. ↑  جيمس بيرك (1 مايو 1994)، عندما تغير العالم، عالم المعرفة (185)، ترجمة: ليلى الجبالي، مراجعة: شوقي جلال، مدينة الكويت: المجلس الوطني للثقافة والفنون والآداب، OCLC:1107144981، QID:Q119144200
187. ↑  رشاد عبد الله الشامي (1 يونيو 1994)، القوى الدينية في إسرائيل: بين تكفير الدولة ولعبة السياسة، عالم المعرفة (186)، مدينة الكويت: المجلس الوطني للثقافة والفنون والآداب، OCLC:812300742، QID:Q119154351
188. ↑  فلاديمير كارتسيف؛ بيتر خازانوفسكي (1 يوليو 1994)، آلاف السنين من الطاقة، عالم المعرفة (187)، ترجمة: محمد غياث الزيات، مدينة الكويت: المجلس الوطني للثقافة والفنون والآداب، OCLC:959828716، QID:Q119522021
189. ↑  مصطفى عبد الغني (1 أغسطس 1994)، الاتجاه القومي في الرواية، عالم المعرفة (188)، مدينة الكويت: المجلس الوطني للثقافة والفنون والآداب، OCLC:49536270، QID:Q119498480
190. ↑  جان ماري بيلت (1 سبتمبر 1994). "عودة الوفاق بين الإنسان والطبيعة". عالم المعرفة. عالم المعرفة (189). ترجمة: السيد محمد عثمان. مدينة الكويت: المجلس الوطني للثقافة والفنون والآداب ع. 189. OCLC:959825518. QID:Q119740678.
191. ↑  حسن محمد وجيه (1 أكتوبر 1994)، مقدمة في علم التفاوض الاجتماعي والسياسي، عالم المعرفة (190)، مدينة الكويت: المجلس الوطني للثقافة والفنون والآداب، OCLC:812266068، QID:Q119620755
192. ↑  فرانك كلوز (1 نوفمبر 1994)، النهاية: الكوارث الكونية وأثرها في مسار الكون، عالم المعرفة (191)، ترجمة: مصطفى إبراهيم فهمي، مراجعة: عبد السلام رضوان، مدينة الكويت: المجلس الوطني للثقافة والفنون والآداب، OCLC:959819809، QID:Q119812391
193. ↑  عبد الغفار مكاوي (1 ديسمبر 1994)، جذور الاستبداد: قراءة في أدب قديم، عالم المعرفة (192)، مدينة الكويت: المجلس الوطني للثقافة والفنون والآداب، OCLC:903085871، QID:Q119812411
194. ↑  مصطفى ناصف (1 يناير 1995)، اللغة والتفسير والتواصل، عالم المعرفة (193)، مدينة الكويت: المجلس الوطني للثقافة والفنون والآداب، OCLC:122868993، QID:Q119851219
195. ↑  كاتارينا مومزن (1 فبراير 1995)، جوته والعالم العربي، عالم المعرفة (194)، ترجمة: عدنان عباس علي، مراجعة: عبد الغفار مكاوي، مدينة الكويت: المجلس الوطني للثقافة والفنون والآداب، OCLC:34080217، QID:Q119895335
196. ↑  عدة مؤلفين (1 مارس 1995)، الغزو العراقي للكويت: ندوة بحثية، عالم المعرفة (195)، مدينة الكويت: المجلس الوطني للثقافة والفنون والآداب، OCLC:38958673، QID:Q119983458
197. ↑  مختار أبو غالي (1 أبريل 1995)، المدينة في الشعر العربي المعاصر، عالم المعرفة (196)، مدينة الكويت: المجلس الوطني للثقافة والفنون والآداب، OCLC:36407208، QID:Q120011204
198. ↑  صموئيل أتينجر (1 مايو 1995)، اليهود في البلدان الإسلامية (1850-1950)، عالم المعرفة (197)، ترجمة: جمال أحمد الرفاعي، مراجعة: رشاد عبد الله الشامي، مدينة الكويت، OCLC:1038548900، QID:Q120096269{{استشهاد}}:  صيانة الاستشهاد: مكان بدون ناشر (link)
199. ↑  سعيد إسماعيل علي (1 يونيو 1995)، فلسفات تربوية معاصرة، عالم المعرفة (198)، مدينة الكويت: المجلس الوطني للثقافة والفنون والآداب، OCLC:812506609، QID:Q120064254
200. ↑  جون كولر (1 يوليو 1995)، الفكر الشرقي القديم، عالم المعرفة (199)، ترجمة: كامل يوسف حسين، مراجعة: إمام عبد الفتاح إمام، مدينة الكويت: المجلس الوطني للثقافة والفنون والآداب، OCLC:957035456، QID:Q120135190
201. ↑  شاهر جمال آغا (1 أغسطس 1995). "الزلازل: حقيقتها وآثارها". عالم المعرفة. عالم المعرفة (200). مدينة الكويت: المجلس الوطني للثقافة والفنون والآداب. OCLC:957046133. QID:Q119575555.
202. ↑  جيران في عالم واحد، عالم المعرفة (201)، مراجعة: عبد السلام رضوان، مدينة الكويت: المجلس الوطني للثقافة والفنون والآداب، 1 سبتمبر 1995، OCLC:1038586293، QID:Q120169828{{استشهاد}}:  صيانة الاستشهاد: آخرون (link)
203. ↑  حسن نافعة (1 أكتوبر 1995)، الأمم المتحدة في نصف قرن: دراسة في تطور التنظيم الدولي منذ 1945، عالم المعرفة (202)، المجلس الوطني للثقافة والفنون والآداب، OCLC:1021305480، QID:Q120199491
204. ↑  أكرم قانصو (1 نوفمبر 1995)، التصوير الشعبي العربي، عالم المعرفة (203)، مدينة الكويت: المجلس الوطني للثقافة والفنون والآداب، OCLC:36727846، QID:Q120211720
205. ↑  لستر ثارو (1 ديسمبر 1995)، الصراع على القمة: مستقبل المنافسة الاقتصادية بين أمريكا واليابان، عالم المعرفة (204)، ترجمة: أحمد فؤاد بلبع، مدينة الكويت: المجلس الوطني للثقافة والفنون والآداب، OCLC:957034884، QID:Q120333905
206. ↑  مصطفى سويف (1 يناير 1996)، المخدرات والمجتمع: نظرة تكاملية، عالم المعرفة (205)، مدينة الكويت: المجلس الوطني للثقافة والفنون والآداب، OCLC:1036256597، QID:Q120377446
207. ↑  جون ستروك، المحرر (1 فبراير 1996)، البنيوية وما بعدها: من ليفي شتراوس إلى دريدا، عالم المعرفة (206)، ترجمة: محمد عصفور، مدينة الكويت، OCLC:54868687، QID:Q120450604{{استشهاد}}:  صيانة الاستشهاد: مكان بدون ناشر (link)
208. ↑  وهب أحمد رومية (1 مارس 1996)، شعرنا القديم والنقد الجديد، عالم المعرفة (207)، مدينة الكويت: المجلس الوطني للثقافة والفنون والآداب، OCLC:49536900، QID:Q120493202
209. ↑  مجموعة من المؤلفين (1 أبريل 1996)، بينلوبي مري (المحرر)، العبقرية: تاريخ الفكرة، عالم المعرفة (208)، ترجمة: محمد عبد الواحد محمد، مراجعة: عبد الغفار مكاوي، مدينة الكويت: المجلس الوطني للثقافة والفنون والآداب، OCLC:60649982، QID:Q120512303
210. ↑  سامر مخيمر؛ خالد حجازي (1 مايو 1996)، أزمة المياه في المنطقة العربية: الحقائق والبدائل الممكنة، عالم المعرفة (209)، مدينة الكويت: المجلس الوطني للثقافة والفنون والآداب، OCLC:38959950، QID:Q120609386
211. ↑  وو بن (1 يونيو 1996)، الصينيون المعاصرون: التقدم نحو المستقبل انطلاقاً من الماضي، عالم المعرفة (210)، ترجمة: عبد العزيز حمدي، مراجعة: لي تشين تشونغ، مدينة الكويت: المجلس الوطني للثقافة والفنون والآداب، ج. 1، OCLC:929653608، QID:Q120638118
212. ↑  وو بن (1 يوليو 1996)، الصينيون المعاصرون: التقدم نحو المستقبل انطلاقاً من الماضي، عالم المعرفة (211)، ترجمة: عبد العزيز حمدي، مراجعة: لي تشين تشونغ، مدينة الكويت: المجلس الوطني للثقافة والفنون والآداب، ج. 2، OCLC:1136000156، QID:Q120638154
213. ↑  أحمد محمد المعتوق (1 أغسطس 1996)، الحصيلة اللغوية: أهميتها - مصادرها - وسائل تنميتها، عالم المعرفة (212)، مدينة الكويت: المجلس الوطني للثقافة والفنون والآداب، OCLC:36804087، QID:Q120653023
214. ↑  روي كالن (1 سبتمبر 1996)، عالم يفيض بسكانه: عرض لأسباب المشكلة وحل جذري لها، عالم المعرفة (213)، ترجمة: ليلى الجبالي، مدينة الكويت: المجلس الوطني للثقافة والفنون والآداب، OCLC:122862940، QID:Q120693442
215. ↑  محمد بهي الدين عرجون (1 أكتوبر 1996)، الفضاء الخارجي واستخداماته السلمية، عالم المعرفة (214)، مدينة الكويت: المجلس الوطني للثقافة والفنون والآداب، OCLC:893856047، QID:Q120718862
216. ↑  أليكسي جورافسكي (1 نوفمبر 1996)، الإسلام والمسيحية، عالم المعرفة (215)، ترجمة: خلف محمد الجراد، مراجعة: محمود حمدي زقزوق، مدينة الكويت: المجلس الوطني للثقافة والفنون والآداب، OCLC:1136007992، QID:Q120734695
217. ↑  أمين أنور الخولي (1 ديسمبر 1996)، الرياضة والمجتمع، عالم المعرفة (216)، مدينة الكويت: المجلس الوطني للثقافة والفنون والآداب، OCLC:1227680235، QID:Q120753999
218. ↑  ليروي هود؛ دانييل كيفلكس، المحررون (1 يناير 1997)، الشفرة الوراثية للإنسان: القضايا العلمية والاجتماعية لمشروع الجينوم البشري، عالم المعرفة (217)، ترجمة: أحمد مستجير، مدينة الكويت: المجلس الوطني للثقافة والفنون والآداب، OCLC:893857761، QID:Q120785379
219. ↑  مصطفى ناصف (1 فبراير 1997)، محاورات مع النثر العربي، عالم المعرفة (218)، مدينة الكويت: المجلس الوطني للثقافة والفنون والآداب، OCLC:956986729، QID:Q120785597
220. ↑  توبي أ. هف (1 مارس 1997)، فجر العلم الحديث: الإسلام - الصين - الغرب، عالم المعرفة (219)، ترجمة: محمد عصفور (ط. 1)، مدينة الكويت، OCLC:1227874261، QID:Q120906665{{استشهاد}}:  صيانة الاستشهاد: مكان بدون ناشر (link)
221. ↑  توبي أ. هف (1 أبريل 1997)، فجر العلم الحديث: الإسلام - الصين - الغرب، عالم المعرفة (220)، ترجمة: محمد عصفور (ط. 2)، مدينة الكويت: المجلس الوطني للثقافة والفنون والآداب، OCLC:896944986، QID:Q120906702
222. ↑  مجموعة من المؤلفين (1 مايو 1997)، مدخل إلى مناهج النقد الأدبي، عالم المعرفة (221)، ترجمة: المنصف الشنوفي، مراجعة: رضوان ظاظا، مدينة الكويت: المجلس الوطني للثقافة والفنون والآداب، OCLC:956990308، QID:Q121011187
223. ↑  إيان ج. سيمونز (1 يونيو 1997)، البيئة والإنسان عبر العصور، عالم المعرفة (222)، ترجمة: السيد محمد عثمان، مدينة الكويت: المجلس الوطني للثقافة والفنون والآداب، OCLC:949604598، QID:Q121096066
224. ↑  ميشيل ثمبسون؛ ريتشارد إليس؛ أرون فيلدافسكي (1 يوليو 1997)، نظرية الثقافة، عالم المعرفة (223)، ترجمة: علي سيد الصاوي، مراجعة: الفاروق زكي يونس، مدينة الكويت: المجلس الوطني للثقافة والفنون والآداب، OCLC:60649988، QID:Q121140286
225. ↑  رشاد عبد الله الشامي (1 أغسطس 1997)، إشكالية الهوية في إسرائيل، عالم المعرفة (224)، مدينة الكويت: المجلس الوطني للثقافة والفنون والآداب، OCLC:54262407، QID:Q120870505
226. ↑  ماري لويزا برنيري (1 سبتمبر 1997)، المدينة الفاضلة عبر التاريخ، عالم المعرفة (225)، ترجمة: عطيات أبو السعود، مراجعة: عبد الغفار مكاوي، مدينة الكويت: المجلس الوطني للثقافة والفنون والآداب، OCLC:1107148920، QID:Q121086815
227. ↑  رمزي زكي (1 أكتوبر 1997)، الاقتصاد السياسي للبطالة: تحليل لأخطر مشكلات الرأسمالية المعاصرة، عالم المعرفة (226)، مدينة الكويت: المجلس الوطني للثقافة والفنون والآداب، OCLC:1044634981، QID:Q120937896
228. ↑  ر.هـ. روبنز (1 نوفمبر 1997). "موجز تاريخ علم اللغة في الغرب". عالم المعرفة. عالم المعرفة (227). ترجمة: أحمد عوض. مدينة الكويت: المجلس الوطني للثقافة والفنون والآداب. OCLC:1006306676. QID:Q121073482.
229. ↑  سعد شعبان (1 ديسمبر 1997)، الطريق إلى المريخ، عالم المعرفة (228)، مدينة الكويت: المجلس الوطني للثقافة والفنون والآداب، OCLC:1021307632، QID:Q121086950
230. ↑  مايكل كاريذرس (1 يناير 1998)، لماذا ينفرد الإنسان بالثقافة؟: الثقافات البشرية: نشأتها وتنوعها، عالم المعرفة (229)، ترجمة: شوقي جلال، مدينة الكويت: المجلس الوطني للثقافة والفنون والآداب، OCLC:949507245، QID:Q121176807
231. ↑  محمد السيد عبد السلام (1 فبراير 1998)، الأمن الغذائي للوطن العربي، عالم المعرفة (230)، مدينة الكويت: المجلس الوطني للثقافة والفنون والآداب، OCLC:61563174، QID:Q121187522
232. ↑  بل غيتس (1 مارس 1998)، المعلوماتية بعد الإنترنت: طريق المستقبل، عالم المعرفة (231)، ترجمة: عبد السلام رضوان، مدينة الكويت: المجلس الوطني للثقافة والفنون والآداب، OCLC:122703825، QID:Q121224728
233. ↑  عبد العزيز حمودة (1 أبريل 1998). المرايا المحدبة: من البنيوية إلى التفكيك. عالم المعرفة (232). مدينة الكويت: المجلس الوطني للثقافة والفنون والآداب. ISBN:978-99906-0-000-1. OCLC:634307397. QID:Q121237475.
234. ↑  جوزيف شاخت؛ كليفورد إدموند بوزورث (1 مايو 1998). تراث الإسلام. عالم المعرفة (233). ترجمة: محمد زهير السمهوري؛ حسين مؤنس؛ إحسان صدقي العمد. مراجعة: فؤاد زكريا (ط. 3). مدينة الكويت: المجلس الوطني للثقافة والفنون والآداب. ج. 1. ISBN:978-99906-0-005-6. QID:Q121269744.
235. ↑  جوزيف شاخت؛ كليفورد إدموند بوزورث (1 يونيو 1998). تراث الإسلام. عالم المعرفة (234). ترجمة: حسين مؤنس؛ إحسان صدقي العمد. مراجعة: فؤاد زكريا (ط. 3). مدينة الكويت: المجلس الوطني للثقافة والفنون والآداب. ج. 2. ISBN:978-99906-0-006-3. QID:Q121270487.
236. ↑  عبد المحسن صالح (1 يوليو 1998). الإنسان الحائر بين العلم والخرافة. عالم المعرفة (235) (ط. 2). مدينة الكويت: المجلس الوطني للثقافة والفنون والآداب. ISBN:978-99906-0-008-7. OCLC:812266130. QID:Q112865652.
237. ↑  دايفيد أرنولد، المحرر (1 أغسطس 1998). الطب الإمبريالي والمجتمعات المحلية. عالم المعرفة (236). ترجمة: مصطفى إبراهيم فهمي. مدينة الكويت: المجلس الوطني للثقافة والفنون والآداب. ISBN:978-99906-0-009-4. OCLC:957055151. QID:Q121294733.
238. ↑  حسين مؤنس (1 سبتمبر 1998). الحضارة: دراسة في أصول وعوامل قيامها وتطورها. عالم المعرفة (237) (ط. 2). مدينة الكويت: المجلس الوطني للثقافة والفنون والآداب. ISBN:978-99906-0-010-0. OCLC:784534371. QID:Q112670279.
239. ↑  هانس بيتر مارتن؛ هارالد شومان (1 أكتوبر 1998). فخ العولمة. عالم المعرفة (238). ترجمة: عدنان عباس علي. مراجعة: رمزي زكي. مدينة الكويت: المجلس الوطني للثقافة والفنون والآداب. ISBN:978-99906-0-112-1. OCLC:893479750. QID:Q121304613.
240. ↑  عبد الستار إبراهيم (1 نوفمبر 1998)، الاكتئاب: اضطراب العصر الحديث فهمه وأساليب علاجه، عالم المعرفة (239)، مدينة الكويت: المجلس الوطني للثقافة والفنون والآداب، OCLC:1227824255، QID:Q121328136
241. ↑  عبد الملك مرتاض (1 ديسمبر 1998). في نظرية الرواية: بحث في تقنيات السرد. عالم المعرفة (240). مدينة الكويت: المجلس الوطني للثقافة والفنون والآداب. ISBN:978-99906-0-014-8. OCLC:949634052. QID:Q121333517.
242. ↑  إلين رانيلا (1 يناير 1999). الماضي المشترك بين العرب والغرب: أصول الآداب الشعبية الغربية. عالم المعرفة (241). ترجمة: نبيلة إبراهيم. مراجعة: فاطمة موسى. مدينة الكويت: المجلس الوطني للثقافة والفنون والآداب. ISBN:978-99906-0-015-5. OCLC:44572369. QID:Q121350007.
243. ↑  محمد عبد الفتاح القصاص (1 فبراير 1999). التصحر: تدهور الأراضي في المناطق الجافة. عالم المعرفة (242). مدينة الكويت: المجلس الوطني للثقافة والفنون والآداب. ISBN:978-99906-0-016-2. OCLC:60498343. QID:Q121357187.
244. ↑  هربرت شيللر (1 مارس 1999). المتلاعبون بالعقول. عالم المعرفة (243). ترجمة: عبد السلام رضوان. مدينة الكويت: المجلس الوطني للثقافة والفنون والآداب. ISBN:978-99906-0-017-9. OCLC:1148805599. QID:Q121363220.
245. ↑  إيان كريب (1 أبريل 1999). "النظرية الاجتماعية: من بارسونز إلى هابرماس". عالم المعرفة. عالم المعرفة (244). ترجمة: محمد حسين غلوم. مراجعة: محمد عصفور. المجلس الوطني للثقافة والفنون والآداب. ISBN:978-99906-0-018-6. OCLC:44572591. OL:13245147M. QID:Q121423168.
246. ↑  ماكس بيروتس (1 مايو 1999). ضرورة العلم: دراسات في العلم والعلماء. عالم المعرفة (245). ترجمة: بسام معصراني؛ وائل بشير الأتاسي. مراجعة: عدنان الحموي. مدينة الكويت: المجلس الوطني للثقافة والفنون والآداب. ISBN:978-99906-0-019-3. OCLC:222807310. QID:Q121437914.
247. ↑  رايموند ويليامز (1 يونيو 1999). طرائق الحداثة: ضد المتوائمين الجدد. عالم المعرفة (246). ترجمة: فاروق عبد القادر. مدينة الكويت: المجلس الوطني للثقافة والفنون والآداب. ISBN:978-99906-0-020-9. OCLC:1132264217. QID:Q121494529.
248. ↑  ماري وين (1 يوليو 1999). الأطفال والإدمان التلفيزيوني. عالم المعرفة (247). ترجمة: عبد الفتاح الصبحي. مدينة الكويت: المجلس الوطني للثقافة والفنون والآداب. ISBN:978-99906-0-022-3. OCLC:44590113. QID:Q121494661.
249. ↑  علي الراعي (1 أغسطس 1999). المسرح في الوطن العربي. عالم المعرفة (248) (ط. 2). مدينة الكويت: المجلس الوطني للثقافة والفنون والآداب. ISBN:978-99906-0-024-7. OCLC:1227783128. QID:Q113141367.
250. ↑  كيث وايتلام (1 سبتمبر 1999). اختلاق إسرائيل القديمة: إسكات التاريخ الفلسطيني. عالم المعرفة (249). ترجمة: سحر الهنيدي. مراجعة: فؤاد زكريا. المجلس الوطني للثقافة والفنون والآداب. ISBN:978-99906-0-025-4. OCLC:957015622. QID:Q121504959.
251. ↑  آمال السبكي (1 أكتوبر 1999). تاريخ إيران السياسي بين ثورتين: (1906-1979). عالم المعرفة (250). مدينة الكويت: المجلس الوطني للثقافة والفنون والآداب. ISBN:978-99906-0-027-8. OCLC:122893133. QID:Q121461247.
252. ↑  "إشكالية الهوية في إسرائيل". المجلس الوطني للثقافة والفنون والآداب. مؤرشف من الأصل في 2020-09-04. اطلع عليه بتاريخ 2020-09-04.

### فهرس المراجع الإنجليزية
1. ↑  Merchant، W (1972). Comedy. London New York, NY: Methuen & Co. Ltd Methuen Inc. ISBN:0416750400. OCLC:860395147.
2. ↑  Leech، Clifford (1969). Tragedy. London: Methuen & Co. Ltd Methuen Inc. OCLC:878916576.
3. ↑  
"Genius : the history of an idea". الفهرس العالمي (بالإنجليزية). Archived from the original on 2020-09-13. Retrieved 2020-09-13.